# Колёсный пароход

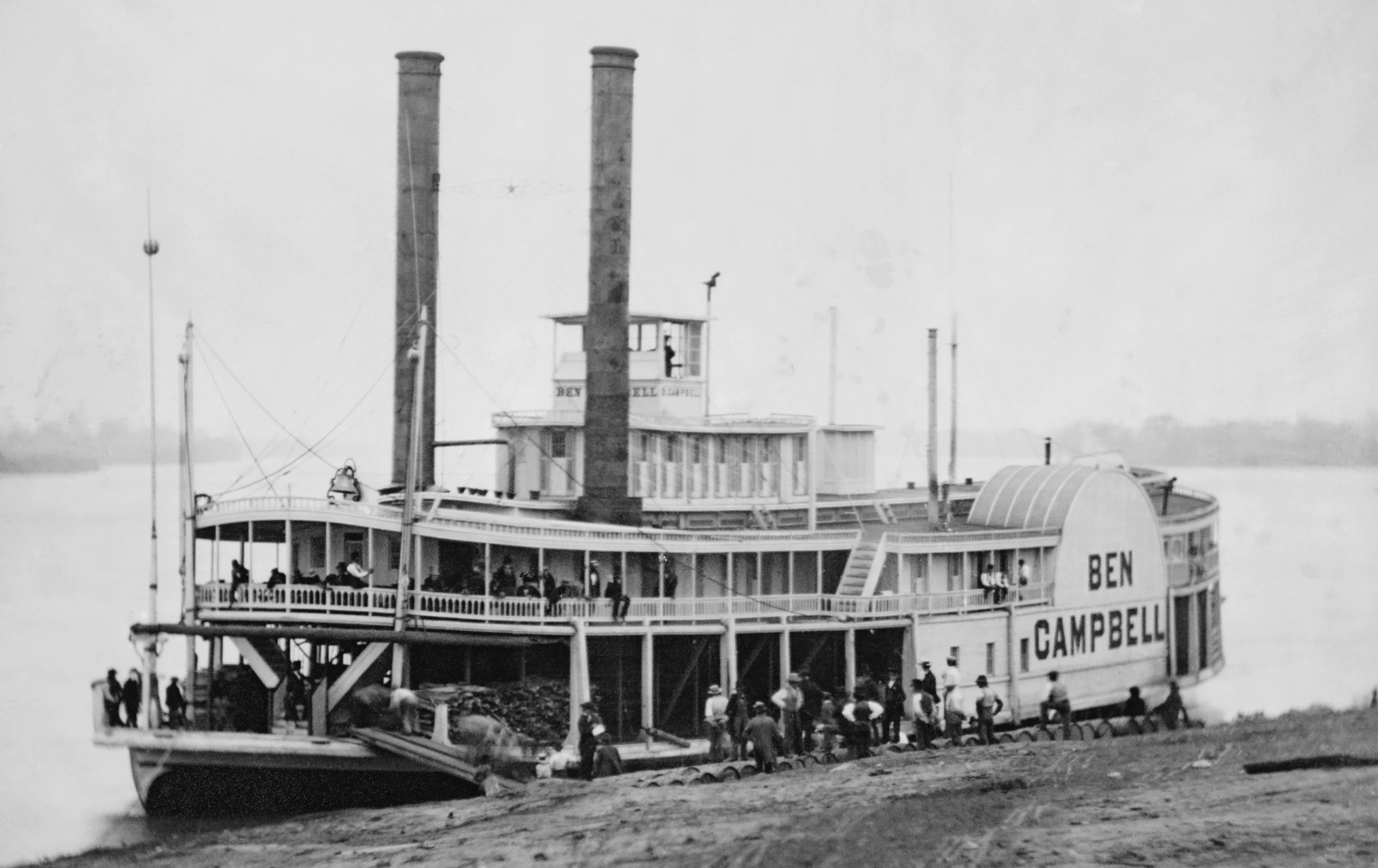
Типичный речной колёсный пароход 1850-х годов.

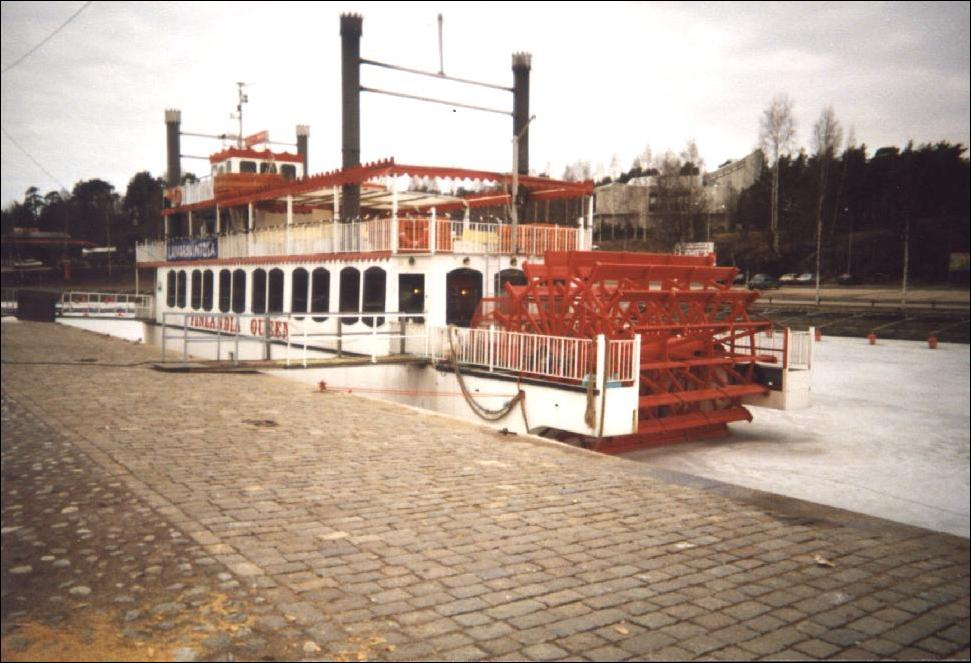
Finlandia Queen, гребное судно 1990-х годов постройки в Тампере, Финляндия

Колёсный пароход — это пароход, приводимый в движение паровым двигателем, который приводит в движение гребные колеса, чтобы продвигать судно по воде. В древности, лопастные колёса последовали за развитием шестов, вёсел и парусов, где первое использование было колёсами, приводимыми в движение животными или людьми.

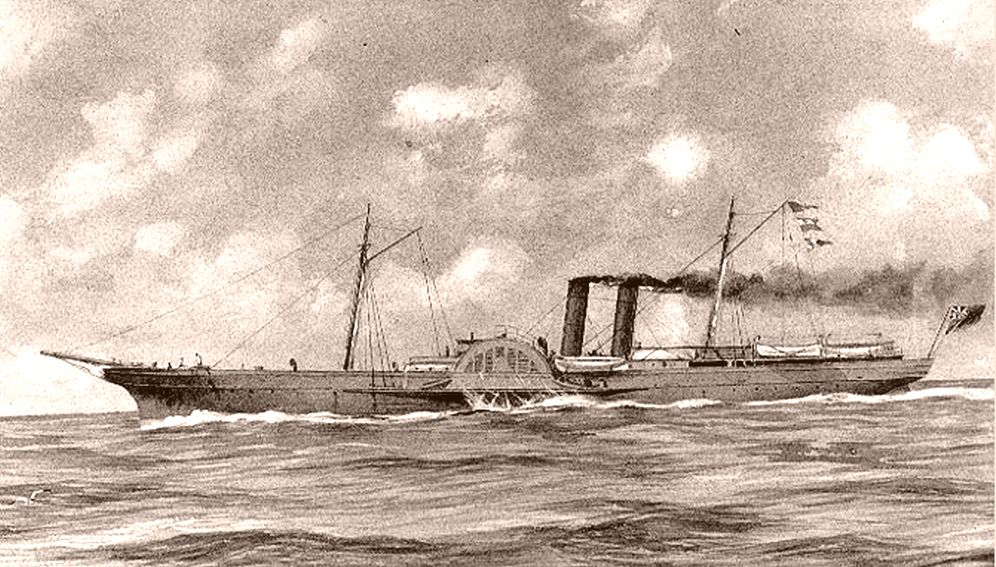
Advance, пароход с боковым колесом, построенный компанией Гринок в период Гражданской войны в США.

В начале XIX века гребные колёса были преобладающим движителем паровых судов. Уже ближе к концу XIX века гребные колёса были в значительной степени вытеснены гребными винтами и другими морскими силовыми установками, которые имели более высокий КПД, особенно в бурной или открытой воде. Гребные колёса продолжают использоваться небольшими прогулочными лодками с педальным приводом и некоторыми судами, совершающими туристические рейсы. Последние часто приводятся в действие дизельными двигателями.

## Гребные колёса

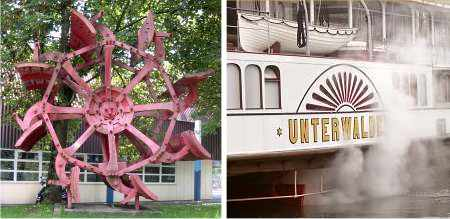
Слева: стальное гребное колесо с заклёпками от гребного парохода на берегу Люцернского озера.
Справа: деталь парохода.

Лопастное колесо — это большое колесо со стальным каркасом. Наружный край колеса снабжен многочисленными, равномерно расположенными лопастями (называемыми плицами). Примерно нижняя четверть колеса движется под водой. Двигатель вращает колесо в воде, создавая тягу вперед или назад по мере необходимости. В более продвинутых конструкциях гребных колес используются методы «флюгирования», которые удерживают каждую лопасть колеса ближе к вертикали, находясь в воде, чтобы повысить эффективность. Надводная часть гребного колеса обычно заключена в кожух, чтобы свести к минимуму разбрызгивание воды. Боковую поверхность кожуха, так называемое сияние, часто используют для размещения названия судна, герба и т. п.

## Типы колёсных пароходов

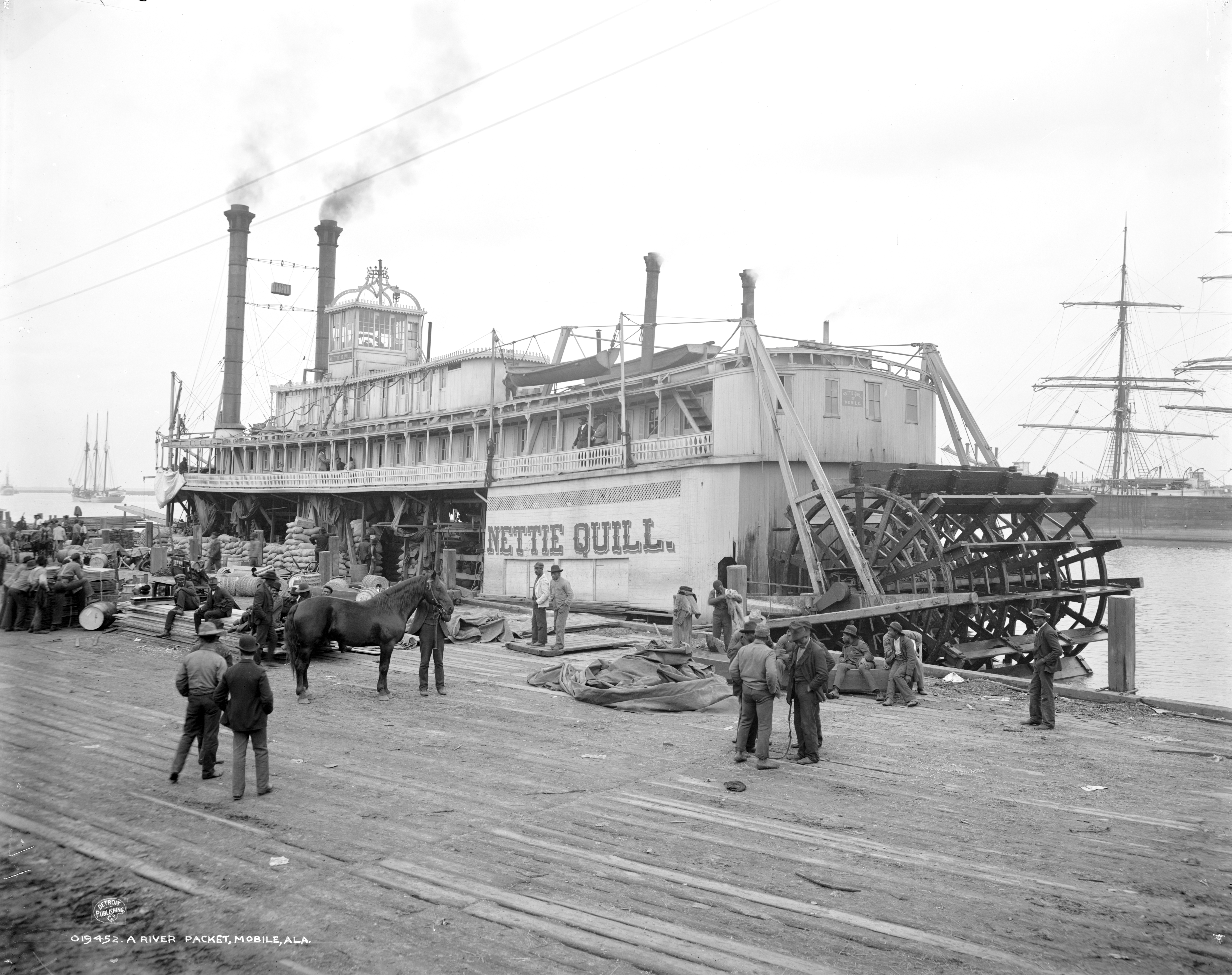
Nettie Quill, изображенное в Алабаме в 1906 году, демонстрирует типичную раннюю модель кормового колеса.

Существует два типа колёсных пароходов — заднеколёсные с одним или двумя колёсами на корме и пароходы с бортовыми колёсами - по колесу с каждого борта. Оба типа повсеместно использовались в качестве речных судов. Некоторые до сих пор работают для туристов, например, на реке Миссисипи.

### Кормовое колесо
Хотя первые пароходы с кормовыми колёсами были изобретены в Европе, наибольшей популярностью они пользовались в Северной Америке, особенно на реке Миссисипи. Enterprise был построен в Браунсвилле, штат Пенсильвания, в 1814 году в качестве усовершенствованной модели по сравнению с менее эффективными боковыми колесами. Второй пароход с кормовым колесом Washington (1816), имел две палубы и служил прототипом для всех последующих пароходов Миссисипи, включая те, которые прославились в книге Марка Твена Жизнь на Миссисипи.

### Боковое колесо
Пароходы с боковыми колёсами используются как речные и прибрежные суда. Хотя боковые колёса и закрывающие обносы делают их шире, чем кормовое колесо, они могут быть более манёвренными, так как конструкции без постоянной механической связи между колёсами позволяют работать ими на разных скоростях и в противоположных направления (работа враздрай). Эта дополнительная манёвренность делает пароходы с бортовыми колёсами популярными на более узких извилистых реках системы Мюррей — Дарлинг в Австралии, где некоторые из них до сих пор ходят.
Европейские суда с боковыми колёсами, такие как PS Waverley, имеют жёсткую механическую связь между колёсами посредством общего вала, что ограничивает маневренность и придает судну большой радиус поворота. Некоторые из них были построены с лопастными муфтами, которые отключают одно или оба колеса, чтобы они могли вращаться независимо. Однако мудрость, почерпнутая из раннего опыта работы с боковыми колёсами, предполагала, что они должны эксплуатироваться с выключенными сцеплениями или как суда с твердым валом. Экипажи заметили, что по мере приближения кораблей к причалу пассажиры переходили к борту корабля, готовые к высадке. Сдвиг веса, добавленный к независимым движениям лопастей, может привести к дисбалансу и возможному опрокидыванию. Гребные суда-буксиры часто эксплуатировались со включенным сцеплением, так как отсутствие пассажиров на борту означало, что независимое движение гребного колеса можно было использовать безопасно, а добавленная манёвренность использовалась в полной мере.

## Оперение гребного колеса

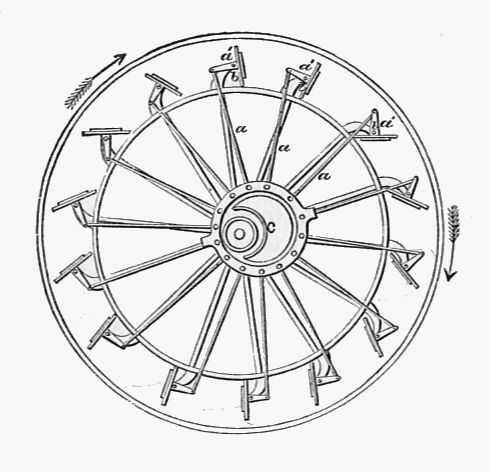
Оперённое гребное колесо Моргана (Steam and the Steam Engine, Evers)

В простом гребном колесе, где лопасти закреплены по периферии, мощность теряется из-за вспенивания воды, когда лопасти входят и выходят из поверхности воды. В идеале лопасти должны оставаться вертикальными под водой. Этот идеал может быть приближен с помощью рычагов и рычажных систем, соединённых с неподвижным эксцентриком. Эксцентрик закреплен немного впереди центра главного колеса. Он соединен с каждой лопастью стержнем и рычагом. Геометрия спроектирована таким образом, что лопасти остаются почти вертикальными в течение короткого времени нахождения в воде.

## История

### Западный мир

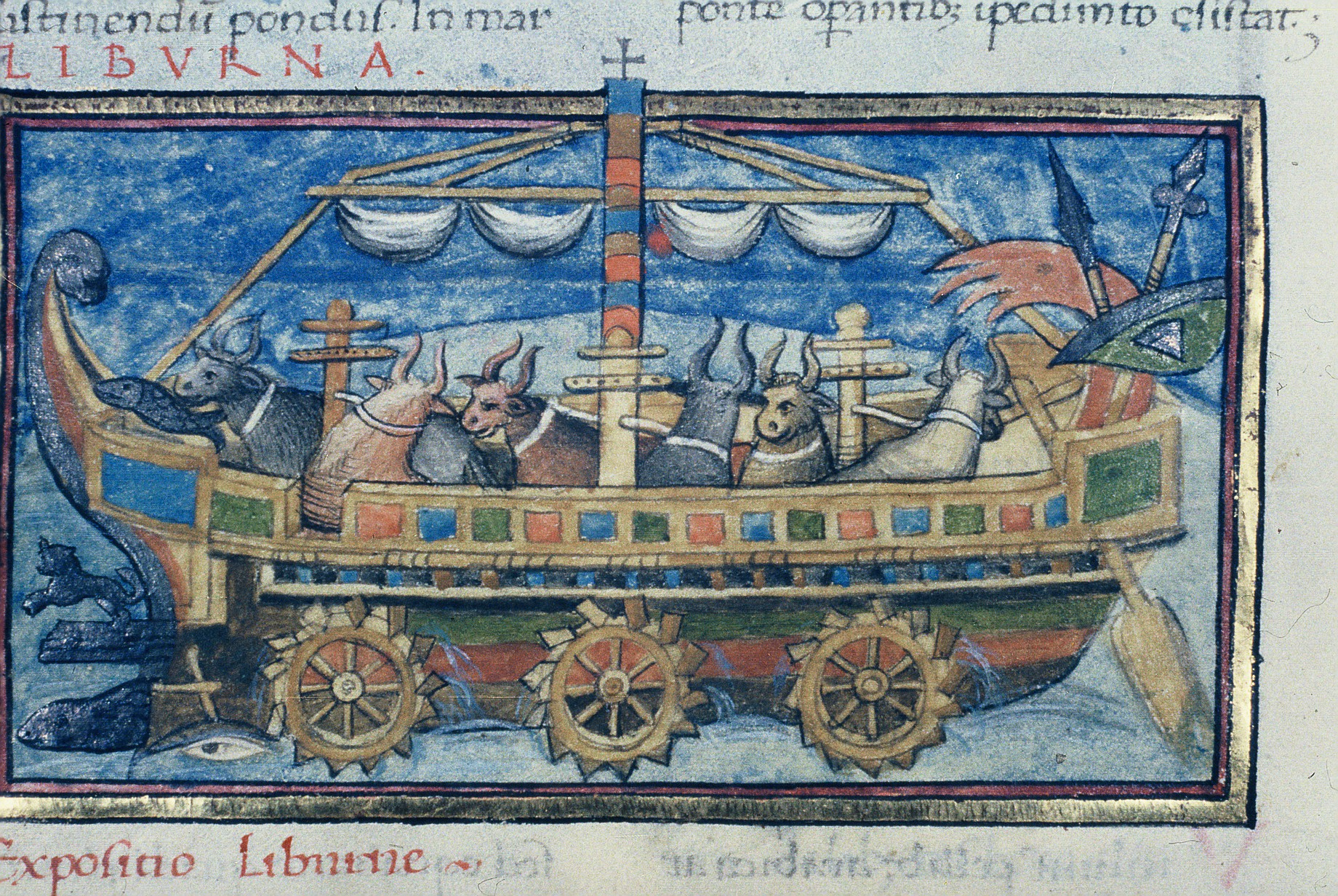
Римская гребная лодка с бычьей тягой с копии О военных делах XV века

Использование гребного колеса в навигации впервые появляется в механическом трактате римского инженера Витрувия (De architectura, X 9.5-7), где он описывает многозубые гребные колёса, работающие как судовой одометр. Первое упоминание о гребных колёсах, как средства передвижения происходит из военного трактата IV или V веков О военных делах (глава XVII), где анонимный римский автор описывает военный корабль с гребными колесами, запряжёнными быками:
Животная сила, направленная ресурсами на изобретательность, с легкостью и быстротой гонит, куда бы ни призывала её полезность, военный корабль, пригодный для морских сражений, который из-за своих огромных размеров и человеческой слабости, как бы не мог управляться руками людей. В его корпусе, или полой внутренности, волы, впряженные попарно в шпили, вращают колёса, прикрепленные к бортам судна; вёсла, выступающие над окружностью или изогнутой поверхностью колёс, бьют воду своими ударами, как лопасти вёсел, когда колёса вращаются, работают с удивительным и изобретательным эффектом, их действие приводит к быстрому движению. Этот военный корабль, более того, из-за своей собственной массы и из-за механизмов, работающих внутри него, вступает в бой с такой сокрушительной силой, что он легко разрушает и уничтожает все вражеские военные корабли, приближающиеся на близкое расстояние.

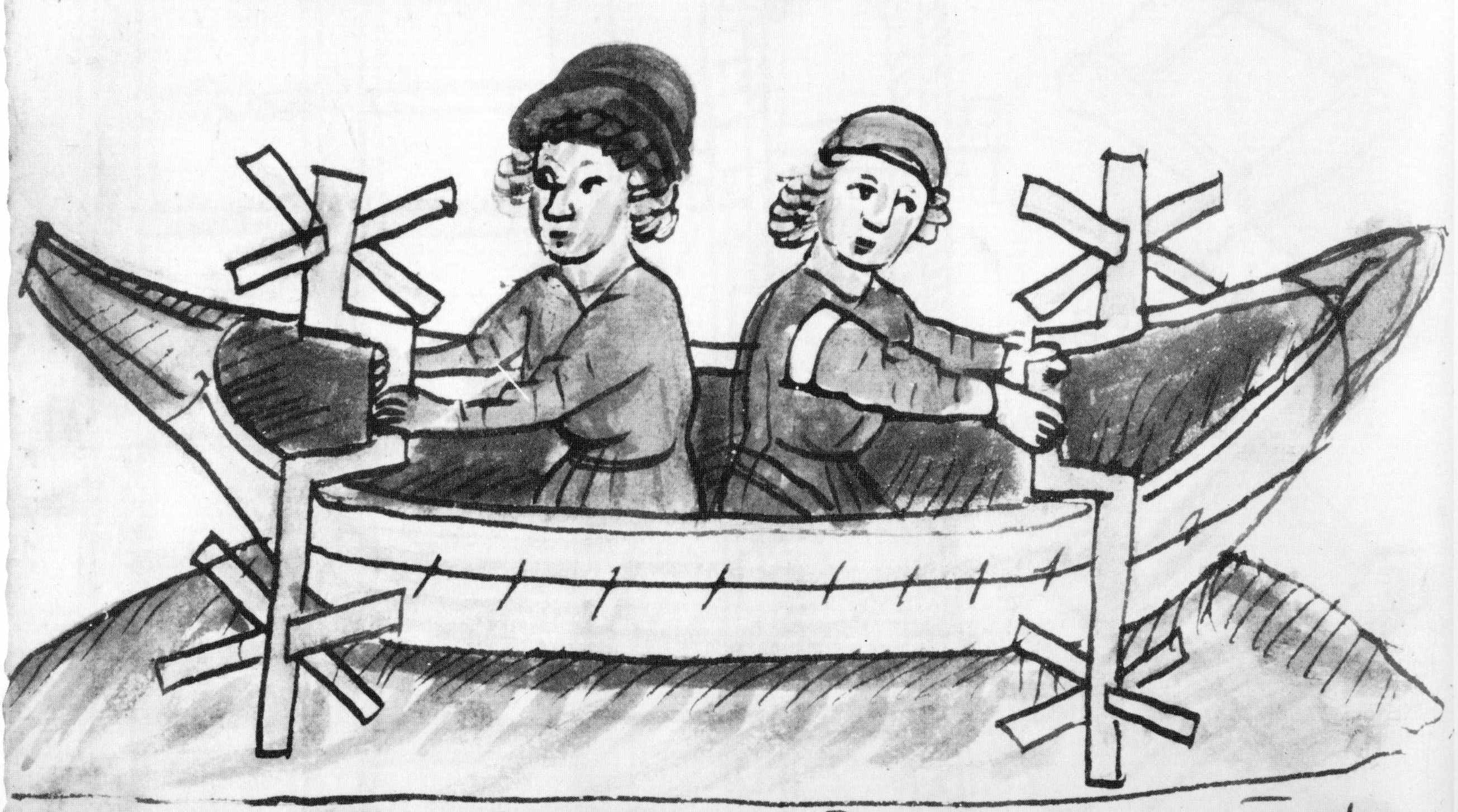
Гребная лодка XV века, приводимая в движение коленчатыми валами (Аноним Гуситских войн)

Итальянский врач Гвидо да Виджевано (около 1280—1349 гг.), планируя новый крестовый поход, сделал иллюстрации для весельной лодки, которая приводилась в движение ручными поворотными кривошипами.

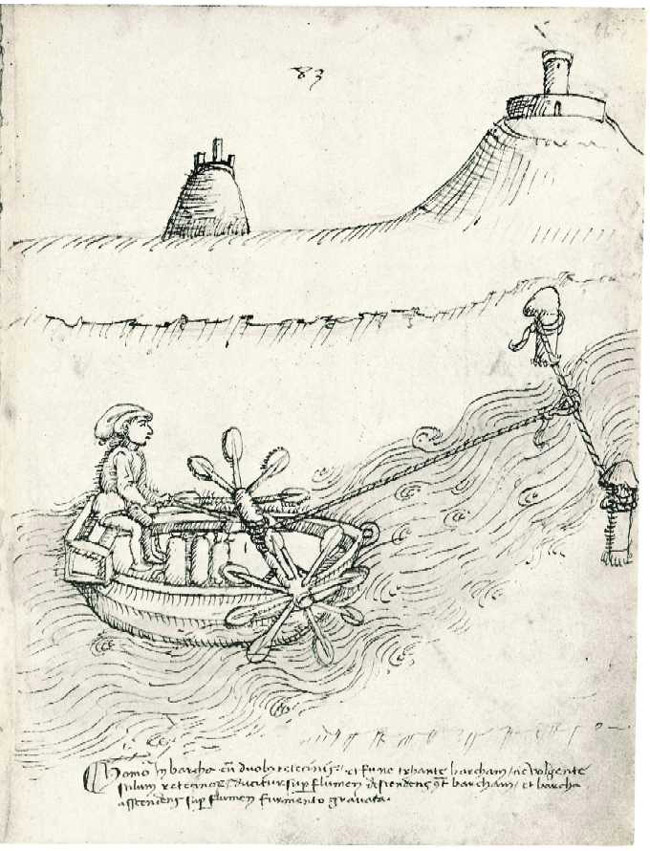
Гребная лодка, итальянского художника-инженера Таккола, De machinis (1449): вёсла наматывают веревку, закреплённую на якоре вверх по течению, таким образом перемещая лодку против течения.

На одном из рисунков анонимного автора «Гуситских войн» изображена лодка с парой гребных колес на каждом конце, вращаемых людьми, управляющими составными кривошипами. Эту концепцию усовершенствовал итальянец Роберто Валтурио в 1463 году, который разработал лодку с пятью наборами, где параллельные кривошипы соединены с одним источником питания одним шатуном, идея, принятая его соотечественником Франческо ди Джорджо.
В 1704 году французский физик Дени Папен построил первый корабль, приводимый в движение его паровой машиной, механически связанной с лопастями. Это сделало его первым, кто построил паровую лодку (или транспортное средство любого рода). Затем он выплавил первый в мире паровой цилиндр на чугунолитейном заводе в Феккерхагене.
В 1787 году Патрик Миллер из Далсуинтона изобрел двухкорпусную лодку, которая приводилась в движение на заливе Ферт-оф-Форт людьми, работающими на шпиле, которое приводило в движение весла с каждой стороны.

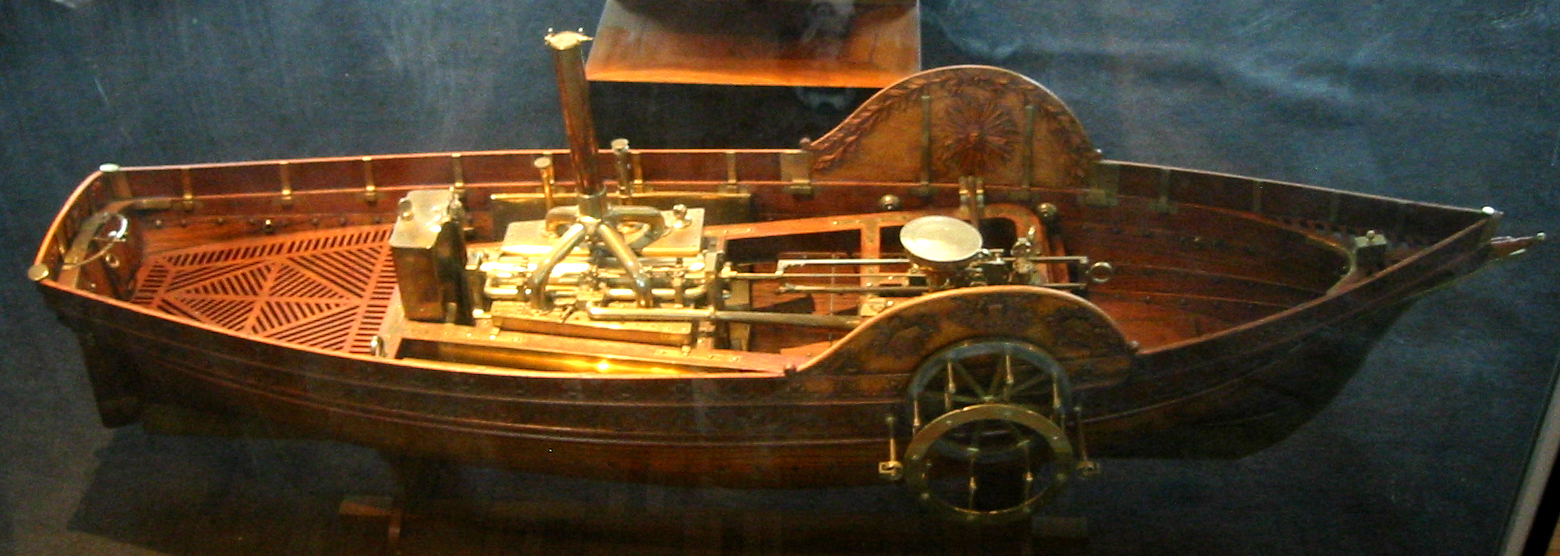
Модель, созданная де Жуффруа в 1784 году для демонстрации Французской академии наук двигателя и гребных колес, используемых на Pyroscaphe: модель сейчас находится в Национальном морском музее в Париже.

Один из первых действующих пароходов, Palmipède, который также был первым гребным пароходом, был построен во Франции в 1774 году маркизом Клодом де Жуффруа и его коллегами. Пароход длиной 13 м (42 фута 8 дюймов) с вращающимися лопастями испытывался на реке Ду в июне и июле 1776 года. В 1783 году новый гребной пароход де Жуффруа, Pyroscaphe, успешно плыл по реке Сона в течение 15 минут, прежде чем двигатель вышел из строя. Бюрократия и Французская революция помешали дальнейшему прогрессу де Жуффруа.
Следующая успешная попытка построить гребное паровое судно была предпринята шотландским инженером Уильямом Симингтоном, который предложил паровую энергию Патрику Миллеру из Далсуинтона. Опытные лодки, построенные в 1788 и 1789 годах, успешно работали на озере Лочмабен. В 1802 году Симингтон построил баржу-бурлак, Charlotte Dundas, для Forth and Clyde Canal Company. Во время испытаний в 1802 году он успешно вытащил две 70-тонные баржи почти на 32 км за 6 часов против сильного встречного ветра. Энтузиазм был высок, но некоторые директора компании были обеспокоены тем, что берега канала были повреждены водой от прохода судна с двигателем, и больше ничего не заказывали.
Хотя Charlotte Dundas была первым коммерческим колёсным пароходом и пароходом, первым коммерческим успехом, возможно, был Clermont Роберта Фултона в Нью-Йорке, который поступил на коммерческую службу в 1807 году между Нью-Йорком и Олбани.

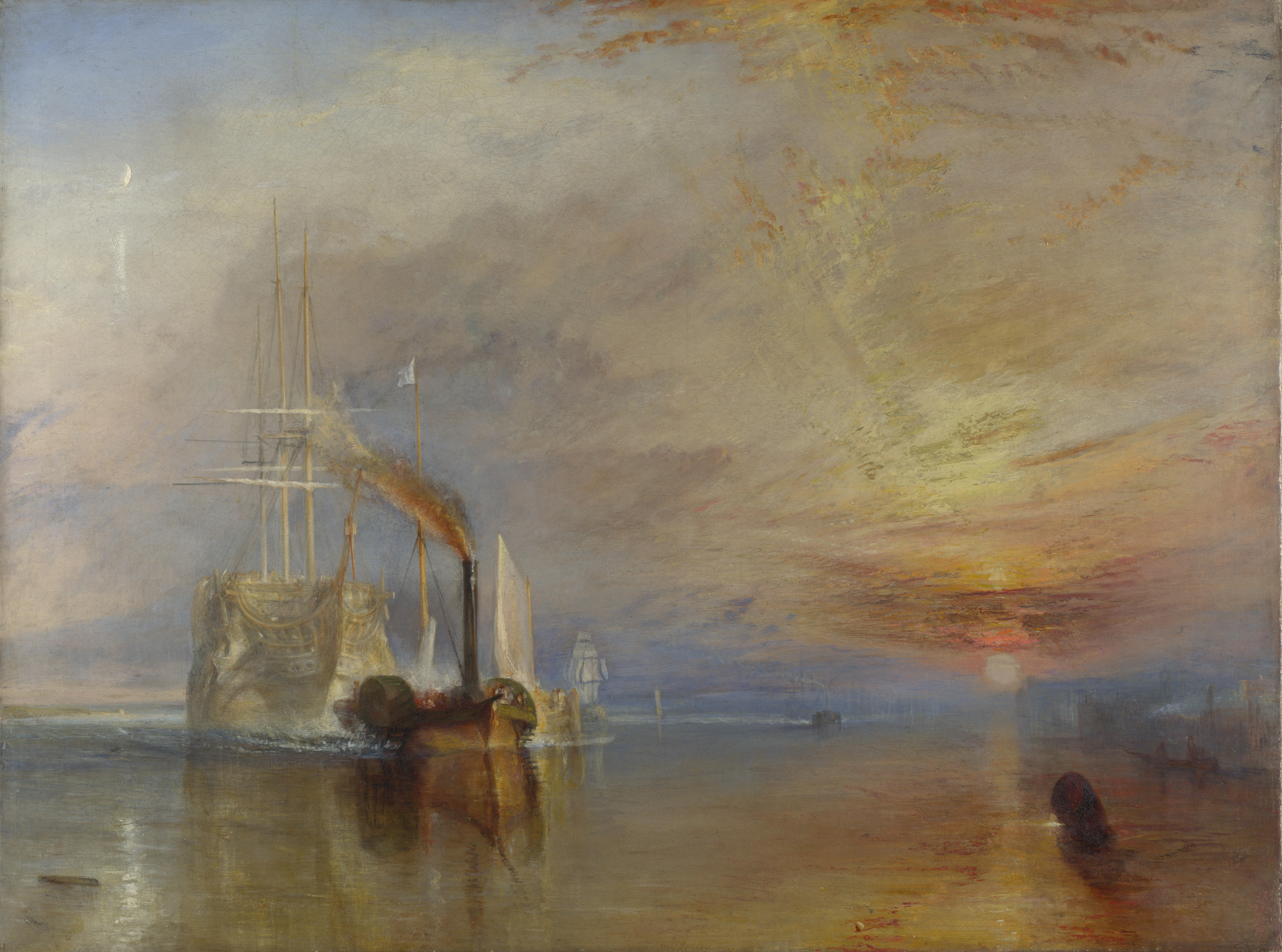
Гребной буксир, тянущий HMS Temeraire на разборочную площадку в 1838 году

В 1812 году из Нового Орлеана начал курсировать первый в США колёсный пароход по реке Миссисипи. К 1814 году капитан Генри Шрив разработал «пароход» ,  подходящий для местных условий. Число высадок в Новом Орлеане возросло с 21 в 1814 году до 191 в 1819 году и более 1200 в 1833 году.
Первый колёсным пароходом с кормовым колесом был построенный господином Roentgeres в Роттердаме и использовался между Антверпеном и Гентом в 1827 году.
Коноводное судно — гребные лодки, приводимые в движение лошадьми, использовались для паромов в Соединённых Штатах с 1820—1850-х годов, поскольку они были экономичными и не несли лицензионных расходов, навязанных монополией пароходства. В 1850-х годах их заменили пароходы.
После Гражданской войны в США, когда расширяющиеся железные дороги принимали много пассажиров, перевозить стали в основном насыпные грузы. Самым большим и одним из последних колёсных пароходов на Миссисипи был Sprague — колёсный пароход с кормовым колесом. Построенный в 1901 году, он перевозил уголь и нефть до 1948 года.

### Китай

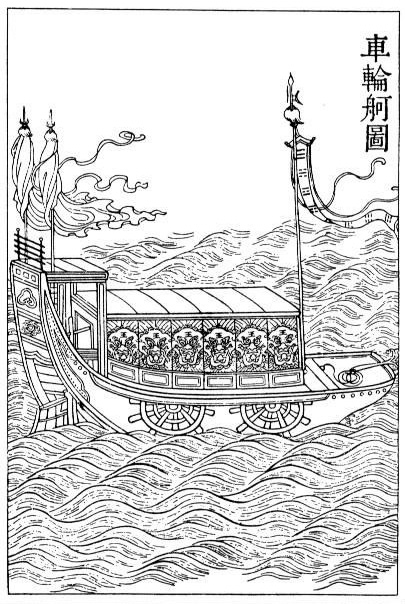
Китайский гребной корабль из энциклопедии Империи Цин, опубликованной в 1726 году.

Первое упоминание о гребном корабле из Китая содержится в Истории южных династий, составленной в 7 веке, но описывающей военно-морские корабли династии Лю Сун (420—479), используемые адмиралом Ван Чжэнем в его кампании против Цян в 418 году нашей эры. Древнекитайский математик и астроном Цзу Чунчжи (429—500) построил на реке Синьтин (к югу от Нанкина) гребное судно, известное как «лодка тысячи лиг». Во время кампании против Хоу Цзин в 552 году адмирал династии Лян (502—557) Сюй Шипу использовал гребные лодки, которые назывались «лодками с водяными колесами». При осаде Лияна в 573 году адмирал Хуан Фацю использовал гребные лодки с педальным приводом. Успешная конструкция колесного военного корабля была сделана в Китае принцем Li Gao в 784 году нашей эры во время имперского осмотра провинций императором династии Тан (618—907). Китайская династия Сун (960—1279) построила множество гребных кораблей для своего постоянного флота, и, по словам британского биохимика, историка и китаеведа Джозефа Нидема:

«… между 1132 и 1183 годами (н. э.) было построено большое количество гребных колёсных судов, больших и малых, включая суда с кормовыми колёсами и суда с 11 гребными колёсами на борту».

Стандартный китайский термин «колесный корабль» использовался в период Сун, тогда как для его описания использовалось множество красочных терминов. В 12 веке правительство Сун массово использовало гребные корабли для разгрома противостоящих армий пиратов, вооруженных их собственными гребными кораблями. В битве при Кайши в 1161 году гребные суда также с большим успехом использовались против флота династии Цзинь (1115—1234). Китайцы использовали колёсный корабль даже во время Первой опиумной войны (1839—1842) и для передвижения по Чжуцзян в начале 20 века.

## Морские колёсные пароходы

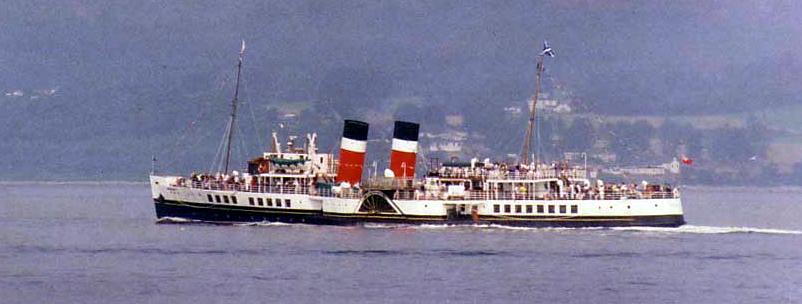
PS Waverley, последний морской колёсный пароход

Первое морское путешествие на колёсном пароходе было совершено на Олбани в 1808 году. Он шел от Гудзона вдоль побережья до реки Делавэр. Это было сделано исключительно с целью переправить речную лодку на новый рынок, но вскоре после этого колёсные пароходы начали регулярно совершать короткие поездки вдоль побережья. В 1816 году Pierre Andriel, французский бизнесмен, купил в Лондоне гребной пароход Margery мощностью 15 л. с. (позже переименованный в Elise) и совершил насыщенный событиями переход Лондон-Гавр-Париж, столкнувшись по пути с плохой погодой. Позже он управлял своим кораблем, как пакетботом на Сене, между Парижем и Гавром.
Первым колёсным пароходом, совершившим длительное морское плавание через Атлантический океан, была Саванна, построенная в 1819 году специально для этой службы. Саванна отправилась в Ливерпуль 22 мая 1819 года и увидела Ирландию после 23 дней в море. Это было первое пересечение Атлантики транспортным средством с мотором, хотя Саванна была построена как парусное судно с паровым вспомогательным оборудованием; она также несла полный комплект парусов для тех случаев, когда ветер был благоприятным, будучи не в состоянии завершить плавание самостоятельно. В 1822 году «Аарон Мэнби» Чарльза Нейпира, первое в мире железное судно, совершило первый прямой паровой переход из Лондона в Париж и первое морское плавание на железном корабле.

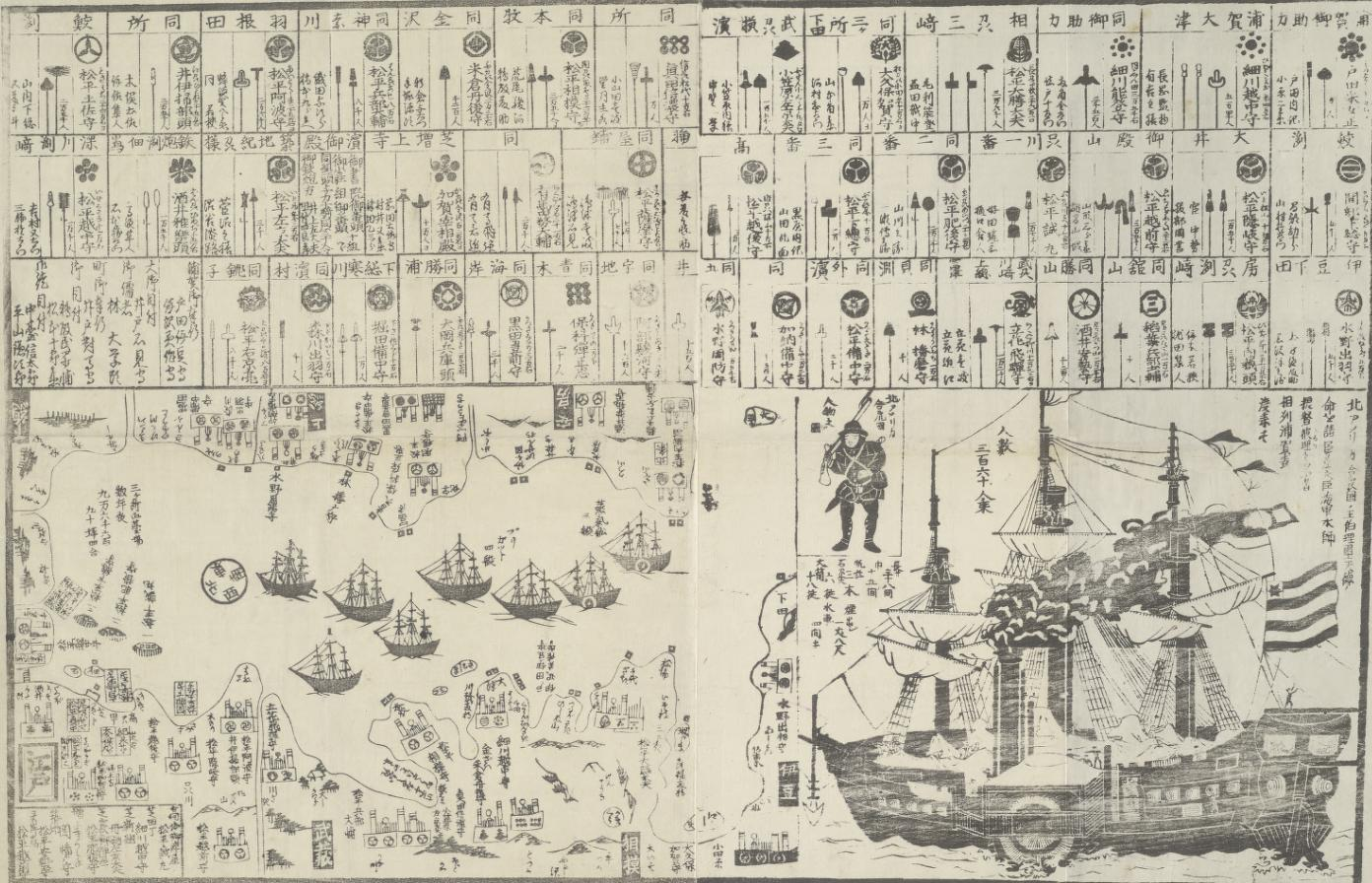
Один из флота коммодора Перри: либо Миссисипи, либо Саскуэханна

В 1838 году Сириус, довольно маленький паровой пакетбот, построенный для маршрута Корк-Лондон, стал первым судном, пересекшим Атлантику при постоянной паровой мощности, опередив на день гораздо более крупный Great Western Изамбарда Брюнеля. Great Western, однако, был фактически построен для трансатлантической торговли, и поэтому имел достаточно угля для перехода; Siriusу пришлось сжечь мебель и другие предметы после того, как закончился уголь. Более успешный переход Great Western положил начало регулярному плаванию моторных судов через Атлантику. Beaver был первым прибрежным пароходом, работавшим на Тихоокеанском северо-западе Северной Америки. Колёсные пароходы помогли открыть Японию для западного мира в середине 19 века.
Самым большим из когда-либо построенных колёсных пароходов был Грейт Истерн Брюнеля, но он также имел винтовой двигатель и парусную оснастку. Его длина составляла 692 футов (211 м), а вес — 32 000 тонн, диаметр гребных колёс — 56 футов (17 м).
В мореплавании колёсные пароходы стали менее полезными после изобретения гребного винта, но они продолжали использоваться на прибрежных рейсах и в качестве речных буксиров, благодаря своей малой осадке и хорошей манёвренности.
Последнее пересечение Атлантики колёсным пароходом началось 18 сентября 1969 года и завершилось через шесть месяцев и девять дней. Пароходный буксир Eppleton Hall никогда не предназначался для океанских перевозок, но его переправляли из Ньюкасла в Сан-Франциско. Поскольку предполагалось, что плавание будет завершено с помощью двигателя, буксир был оснащен паровым двигателем со вспомогательным парусом. Трансатлантический этап путешествия завершился ровно через 150 лет после путешествия Саванны.

## Паровые военные корабли с колёсным приводом

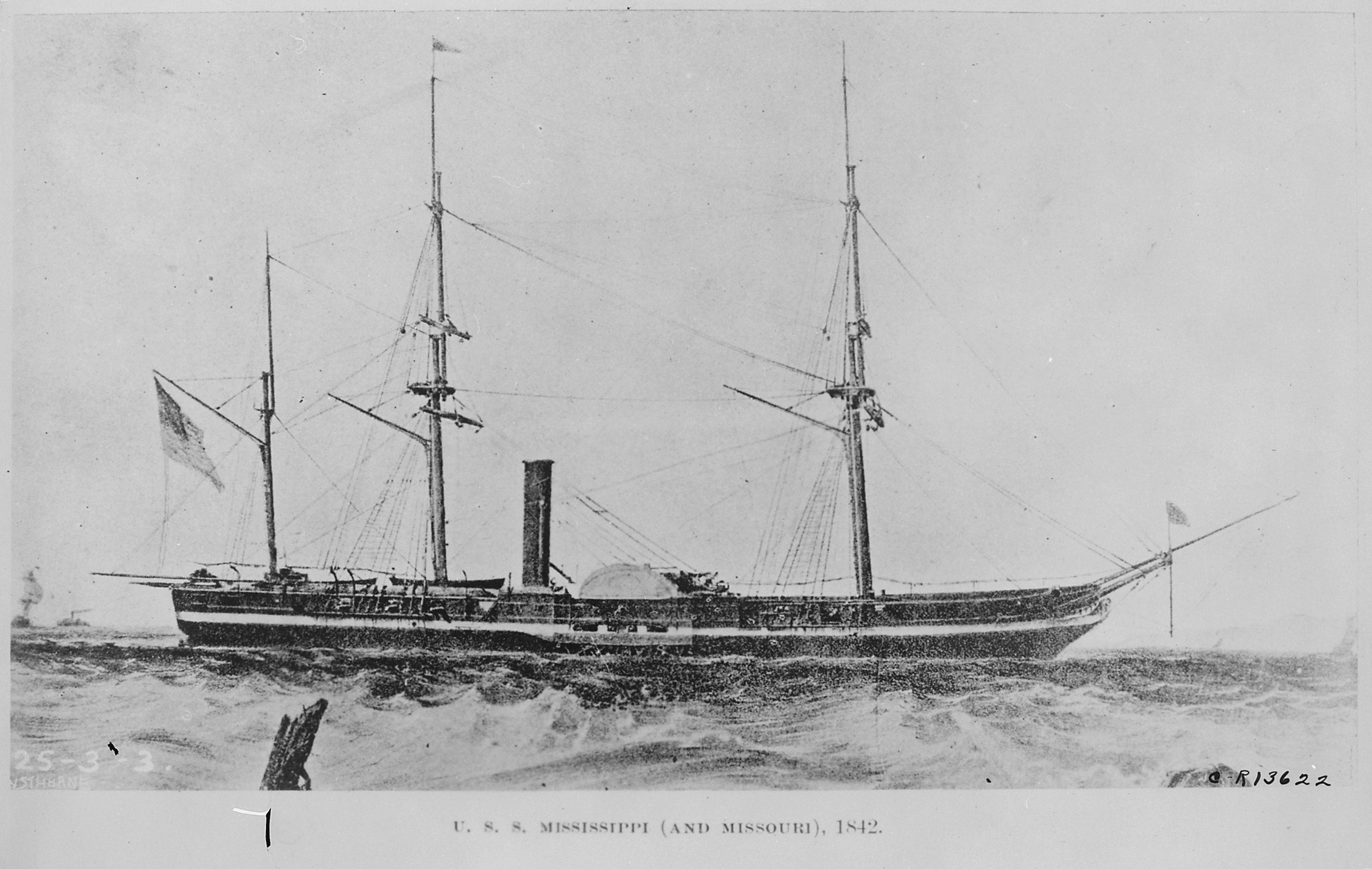
Гребной фрегат Мэтью Перри USS Mississippi, часть экспедиции чёрных кораблей в Японию (1853—1854)

Начиная с 1820-х годов Британский Королевский флот начал строительство колёсных паровых фрегатов и паровых шлюпов. К 1850 году они устарели из — за развития винта, который был менее уязвим для пушечного огня. Однако колёсные военные корабли широко использовались русским флотом во время Крымской войны 1853—1856 годов, а также военно-морским флотом США во время мексиканской войны 1846—1848 годов и Гражданской войны в США 1861—1865 годов. С появлением броненосных линкоров в конце 1850-х годов последние оставшиеся колёсные фрегаты были списаны и проданы на службу торговому флоту к 1870-м годам. Среди них был и Miami, который в 1867 году стал одним из первых пароходов Бостона.

## Современные колёсные пароходы

### Австралия

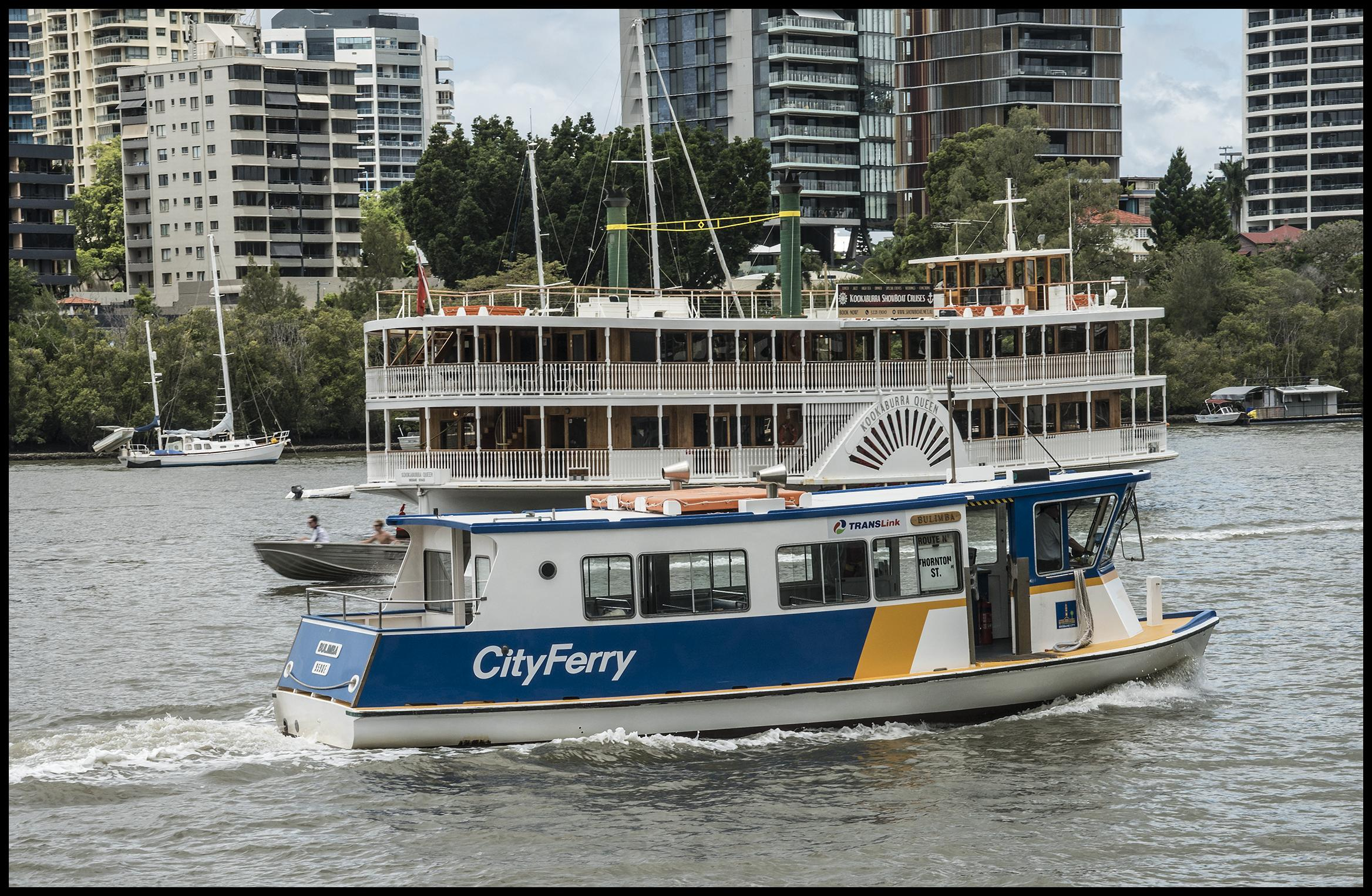
Kookaburra Queen и CityFerry, река Брисбен

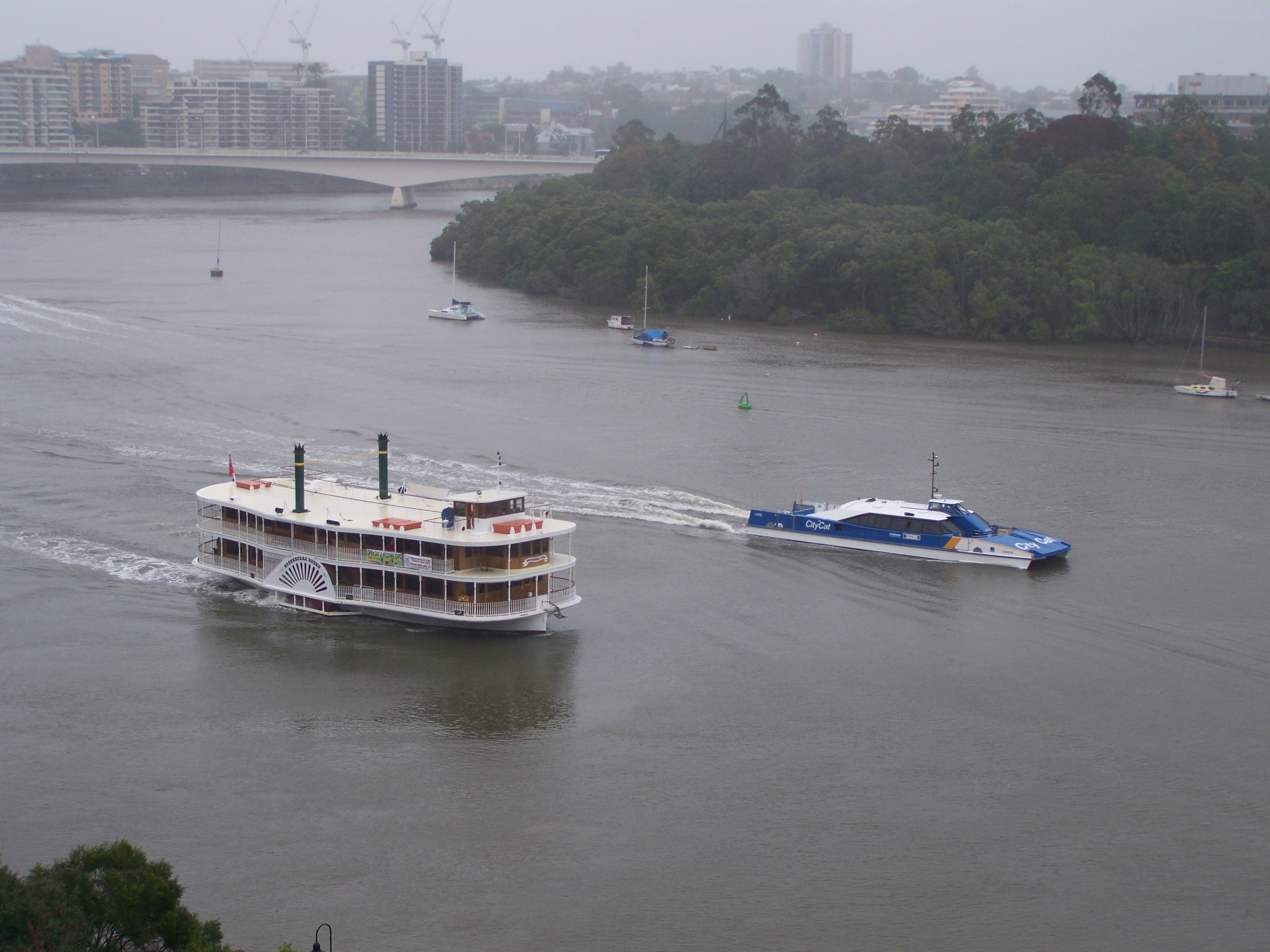
PS Kookaburra Queen

Австралия располагает большой коллекцией подлинных и копий колёсных пароходов и катамаранов, работающих вдоль рек Муррей и Дарлинг, а также в других районах страны. Города Эчука/Моама имеют самый большой флот колёсных пароходов в Австралии, причем 7 из них работают на коммерческой основе и большое количество небольших частных судов.
PS Adelaide — самый старый в мире колёсной пароход с деревянным корпусом. Построенный в 1866 году, он работает из порта Эчука на реке Муррей в Австралии, где находится самый большой в мире флот колёсных пароходов.
PS Pevensey построен в 1911 году в Моаме и базируется в Эчуке до сих пор работает как туристическая достопримечательность на реке Муррей. Pevensey также снялся в роли вымышленного колёсного парохода Филадельфия в сериале Все реки текут.
PS Alexander Arbuthnot, построенный в 1923 году в Кундруке, названный в честь бывшего владельца лесопильных заводов Арбутнот, сегодня работает как туристическое судно в порту Эчука.
PS Canberra, построенная в 1913 году в Гулва, в настоящее время обслуживает общественные круизы в Эчуке. Canberra была построена для семьи Коннер из Boundary Bend в качестве флагманского рыболовного судна, однако в туристической индустрии используется с 1944 года.
PS Emmylou, точная копия парохода, была построена в 1982 году в Бархаме и выполняет широкий спектр круизов в Эчуке — от 1-часовой экскурсии до 3-дневных/4-дневных рейсов с полным размещением. Она приводится в движение настоящим паровым двигателем 1906 года выпуска.
PS Melbourne, построенный в 1912 году, отправляется в круизы из Милдьюры.
PS Murray Princess — самый большой из колёсных пароходов, эксплуатируемых в Австралии, хотя и недавней постройки (1987). Murray Princess имеет размеры около 64 м в длину, 14 м в ширину и удивительно мелкую осадку 0,9 м. Он рассчитан на 120 пассажиров и до 30 членов экипажа и выполняет круизы на 3, 4 и 7 ночей по Муррею из Маннума в Южной Австралии. Murray Princess уже много лет принадлежит и управляется компанией Captain Cook Cruises в Сиднее, но была продана компании Sealink Travel Group, базирующейся в Аделаиде.
Точная копия колёсного парохода Curlip была построена в Гиппсленде, Австралия, и спущена на воду в ноябре 2008 года.
PS Kookaburra Queen обслуживает реку Брисбен, работая как плавучий ресторан или место для аренды.
PS Enterprise, построенная в Эчуке в 1876—1878 гг., использовалась на реках Муррей, Дарлинг и Маррамбиджи в Новом Южном Уэльсе. Она была приобретена Национальным музеем Австралии в 1984 году, восстановлена до полного рабочего состояния и теперь стоит в качестве экспоната возле музея на пристани на полуострове Актон, озеро Берли-Гриффин, Канберра.
PS Marion, базируется в Маннуме.
Колёсное судно Nepean Belle совершает круизы по реке Непен в Пенрите, Новый Южный Уэльс.

### Австрия

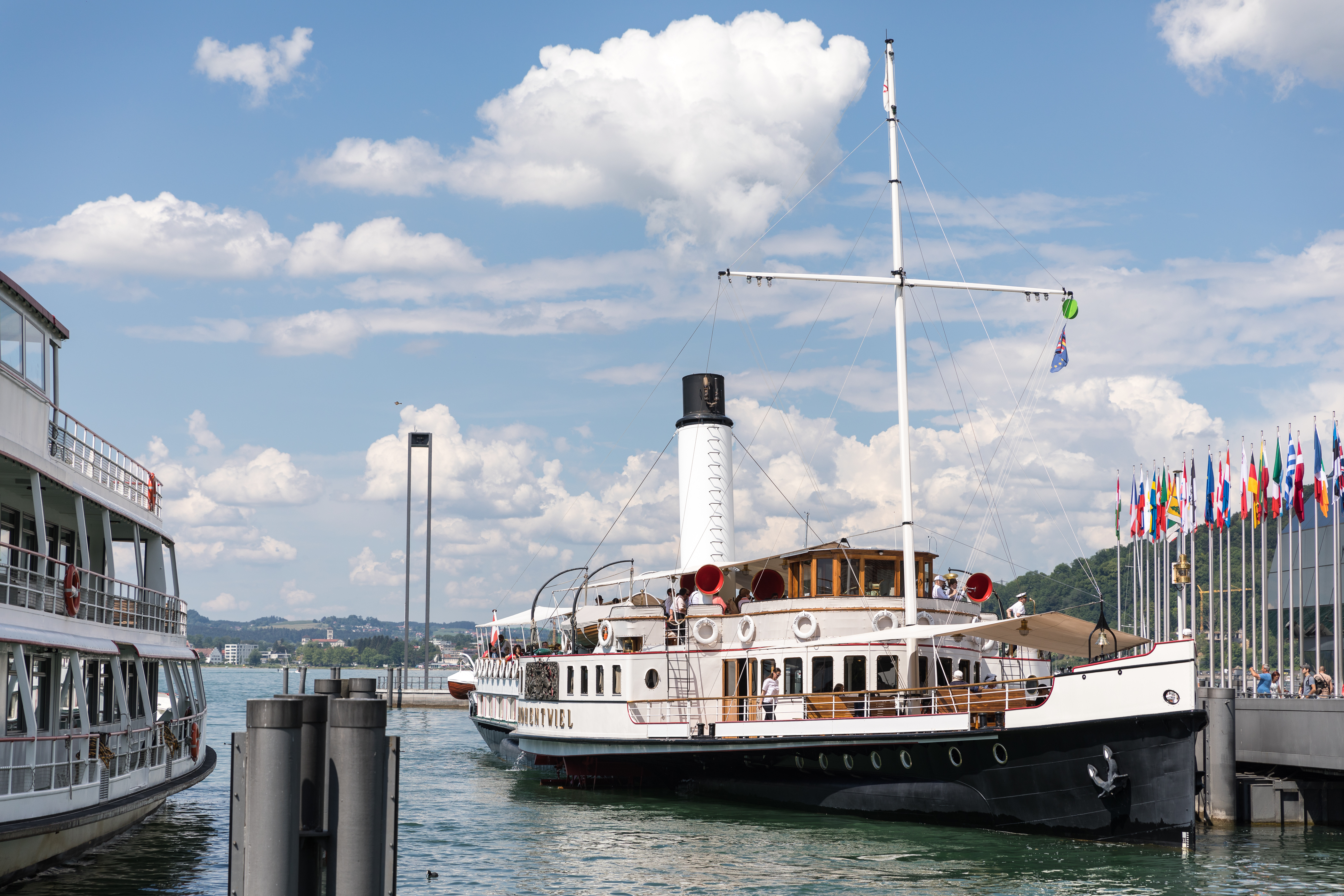
Колёсный пароход Hohentwiel в Брегенце, Боденское озеро

В Австрии работает только небольшой флот колёсных пароходов. Это Gisela с 1872 года в Гмундене на берегу озера Траунзе, Kaiser Franz Josef I. с 1873 года в Санкт-Гильгене на озере Вольфгангзе, Hohentwiel с 1913 года в Хард (около Брегенца) на Боденском озере и Schönbrunn с 1912 года в Линце на Дунае.

### Бангладеш

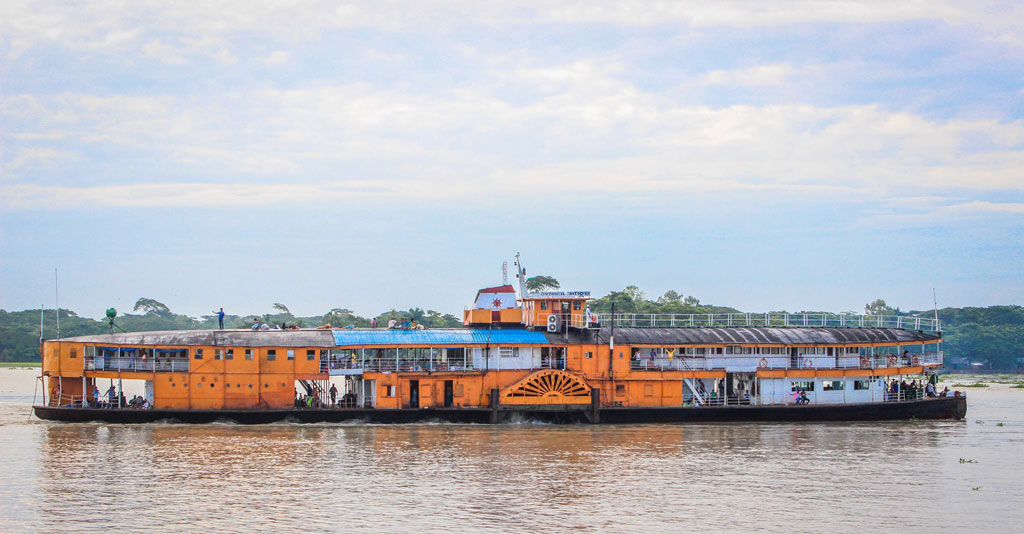
PS Mahsud в Моррелгандже, Кхулна, Бангладеш

Эпоха колёсных пароходов в Бангладеш началась в 1929 году во время британского колониального правления. В то время было много колёсных пароходов, построенных британским правительством для туристических целей, поскольку Бангладеш (Восточная Бенгалия в то время) — прибрежная страна. Эти колёсные пароходы также известны как ракетные пароходы, потому что в то время они были самым быстрым водным судном. В настоящее время в эксплуатации находятся 4 колёсных парохода. Это PS Mahsud (построен: 1929), PS Ostrich (построен: 1929), PS Tern (построен: 1937) и PS Lepcha (построен: 1948-49). PS Mahsud и PS Ostrich — самые большие колёсные пароходы. Эти колёсные пароходы курсируют по маршруту Дакка-Чандпур-Барисал-Моррелгандж. Данные колёсные пароходы контролируются и обслуживаются Корпорацией внутреннего водного транспорта Бангладеш (BIWTC). Эти колёсные пароходы являются 100-летним наследием Бангладеш.

### Великобритания
PS Waverley, построенный в 1947 году, является единственным в мире мореходным колёсным пароходом. Этот корабль совершает полный сезон круизов из портов вокруг Британии и пересекает Ла-Манш, чтобы отметить гибель своего предшественника (1899) в битве за Дюнкерк 1940 года.
Судно PS Monarch, базирующееся в Уэрхэме, (одно из самых маленьких пассажирских судов этого типа с пассажировместимостью всего 12 человек) совершает рейсы по реке Фром. Monarch — это колёсный пароход с боковым колесом, построенный в частном порядке на исторической верфи Chatham.
На реке Дарт (Девон) PS Kingswear Castle (речной пароход, работающий на угле) совершает короткие круизы из Дартмута и поездки между Дартмутом и Тотнесом во время прилива.

### Германия

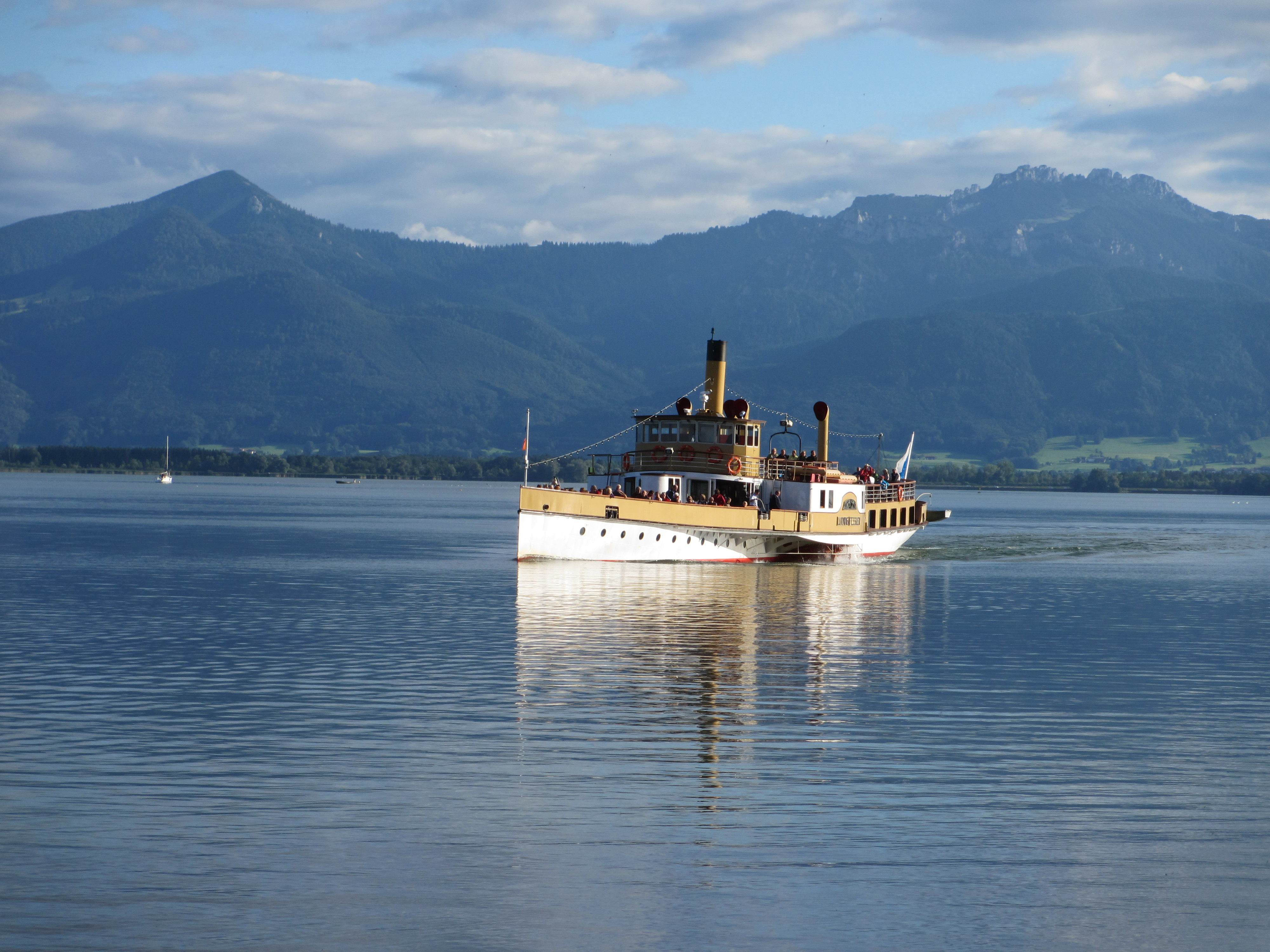
RMS Ludwig Fessler на озере Кимзе в 2012 году

Флот колёсных пароходов на реке Эльба (известный как «Белый флот»), Германия, является старейшим и крупнейшим в мире, обслуживая около 700 000 пассажиров в год. Построенный в 1913 году Goethe был последним колёсным пароходом на реке Рейн. Ранее самый большой в мире колёсный пароход с боковым колесом с двухцилиндровым паровым двигателем мощностью 700 л. с. (520 кВт), длиной 83 м (272 фута) и высотой над водой 9,2 м (30 футов), Goethe был преобразован в дизель-гидравлическую зимой 2008/09 года.
На некоторых озёрах Южной Баварии до сих пор эксплуатируются колёсные пароходы, такие как Diessen (49 м, 161 фут) на Аммерзе, построенный в 1908 году и преобразованный в дизельную систему в 1975 году. Он был полностью перестроен в 2006 году. Поскольку колёсные пароходы оказались такой большой туристической достопримечательностью, в 2002 году на Аммерзе даже был построен новый, Herrsching, но он никогда не работал от пара. На озере Кимзе, RMS Ludwig Fessler (53 м, 174 фута) все ещё находится в эксплуатации (см. пароходство Chiemsee-Schifffahrt). Он был построен в 1926 году, но также работает на дизельных двигателях (с 1973 года). Первоначальный дизельный двигатель был последним судовым двигателем, построенным Maffei (№ 576). Этот двигатель прибыл в Швейцарию для привода недавно отремонтированного Neuchâtel, запущенного в 2013 году.

### Дания
SS Hjejlen работает с той же компанией с момента её постройки в 1861 году. С тех пор перевозит пассажиров в Силькеборг и Химмельбьергет и обратно, используя свой оригинальный паровой двигатель, с которым она была построена.

### Италия
В Италии небольшой флот колёсных пароходов работает на озёрах Комо и Гарда, в первую очередь для туристов.

### Нидерланды
Kapitein Kok — это колёсный пароход, построенный в 1911 году для паромного сообщения на реке Лек. Он был полностью восстановлен в 1976 году и используется в качестве корабля для проведения торжеств. Королева Беатрикс зафрахтовала корабль в 1998 году в рамках празднования своего 60-летия. Колёсный пароход De Majesteit был построен в 1926 году. В 1958 году на борту этого корабля была снята часть фильма Солдатский блюз с участием Элвиса Пресли.

### Новая Зеландия
Отреставрированный колёсный пароход PS Waimarie базируется в Уонгануи. Waimarie был построен в виде комплекта в Попларе, Лондон, в 1899 году и первоначально работал на реке Уонгануи под названием Aotea. Позже переименованный, он оставался в эксплуатации до 1949 года. Она затонула у причала в 1952 году и оставалась в грязи до тех пор, пока её не подняли добровольцы и не восстановили, чтобы снова начать работу в 2000 году.
Otunui Paddleboat 1907 года эксплуатировался на реке Уонгануи до 1940-х годов в своем первоначальном виде как туннельно-винтовой речной корабль. Потерявший швартовку во время наводнения, он был вновь спущен на воду в конце 1960-х годов и перестроен как колёсный пароход с кормовым колесом. Примерно в 1982 году он отправился по суше к озеру Окатаина и был преобразован в судно с бортовыми колёсами, как и сегодня. Это судно длиной 17 м (56 футов) с дизельным двигателем и гидравлическим приводом гребных колес работает в настоящее время на реке Вайроа в Тауранге, оно предлагает круизы и чартеры по живописным местам.

### Норвегия

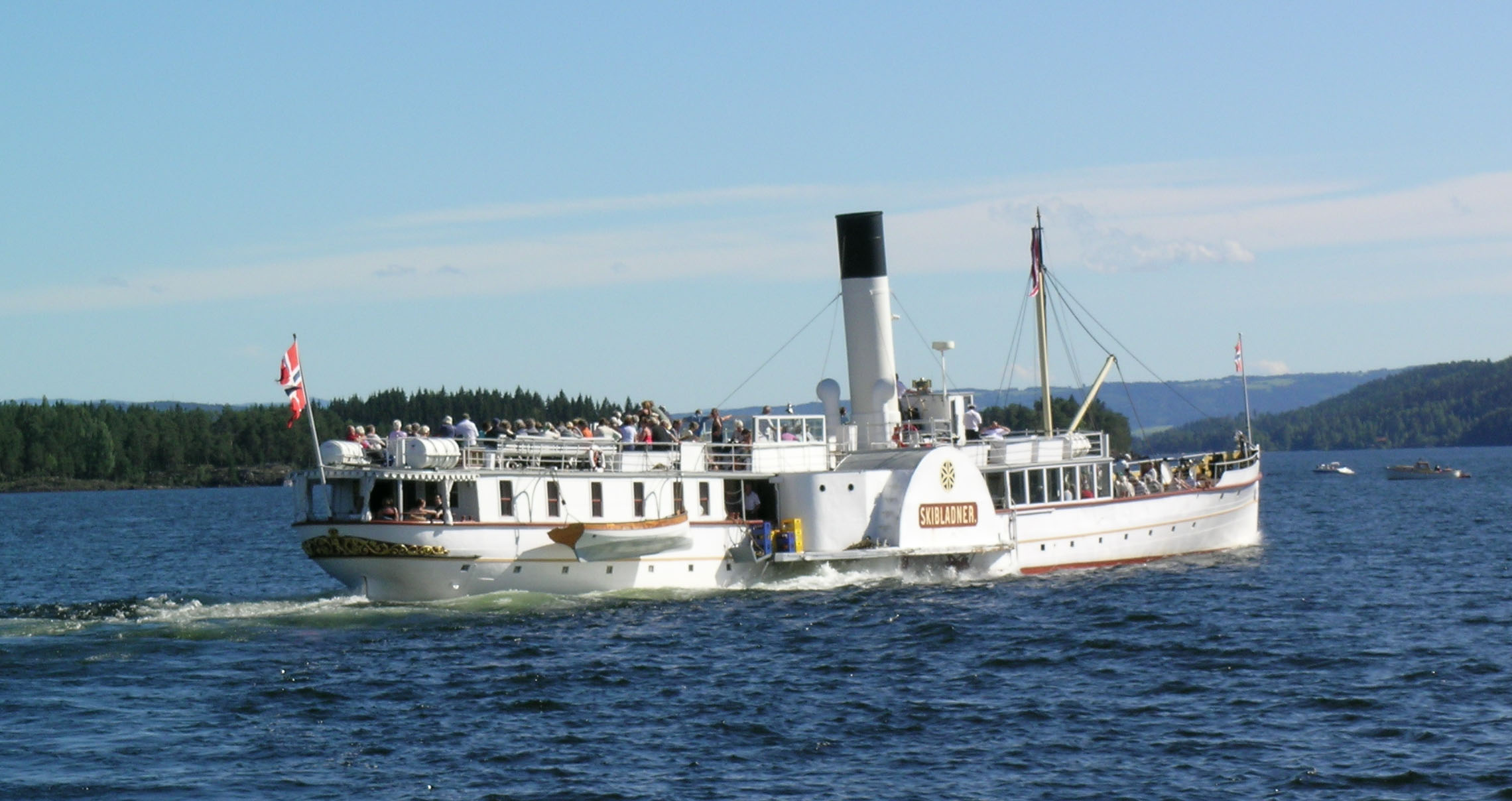
Skibladner в движении на озере Мьёса

PS Skibladner — старейший пароход, находящийся в постоянной эксплуатации. Построенный в 1856 году, он до сих пор работает на озере Мьёса в Норвегии.

### СССР/Россия
В СССР до 1951 года строились речные колёсные пароходы типа Иосиф Сталин (пр. 373), впоследствии переименованные в пароходы типа «Рязань». С 1952 по 1959 годы суда этого типа строились для Советского Союза на заводе Óbudai Hajógyar Budapest в Венгрии. Всего было построено 75 судов с боковыми колёсами типа Иосиф Сталин/Рязань; они имеют длину 70 м (230 футов) и могут перевозить до 360 пассажиров. Некоторые из них до сих пор[когда?] остаются в эксплуатации. Так, в 2021 году колесный пароход «Н. В. Гоголь» открыл свою 110-ю навигацию.
Также имеется ряд небольших частных колёсных судов, как паровых, так и с ДВС. В 2018 году были заложены два судна проекта ПКС-180 «Золотое кольцо». В 2019 году на воду спущен головной теплоход серии, который совершил свой первый туристический рейс в 2023 году. Второй теплоход серии, «Аурум», ожидает выхода на линию в сезоне 2024 года.

### США и Канада

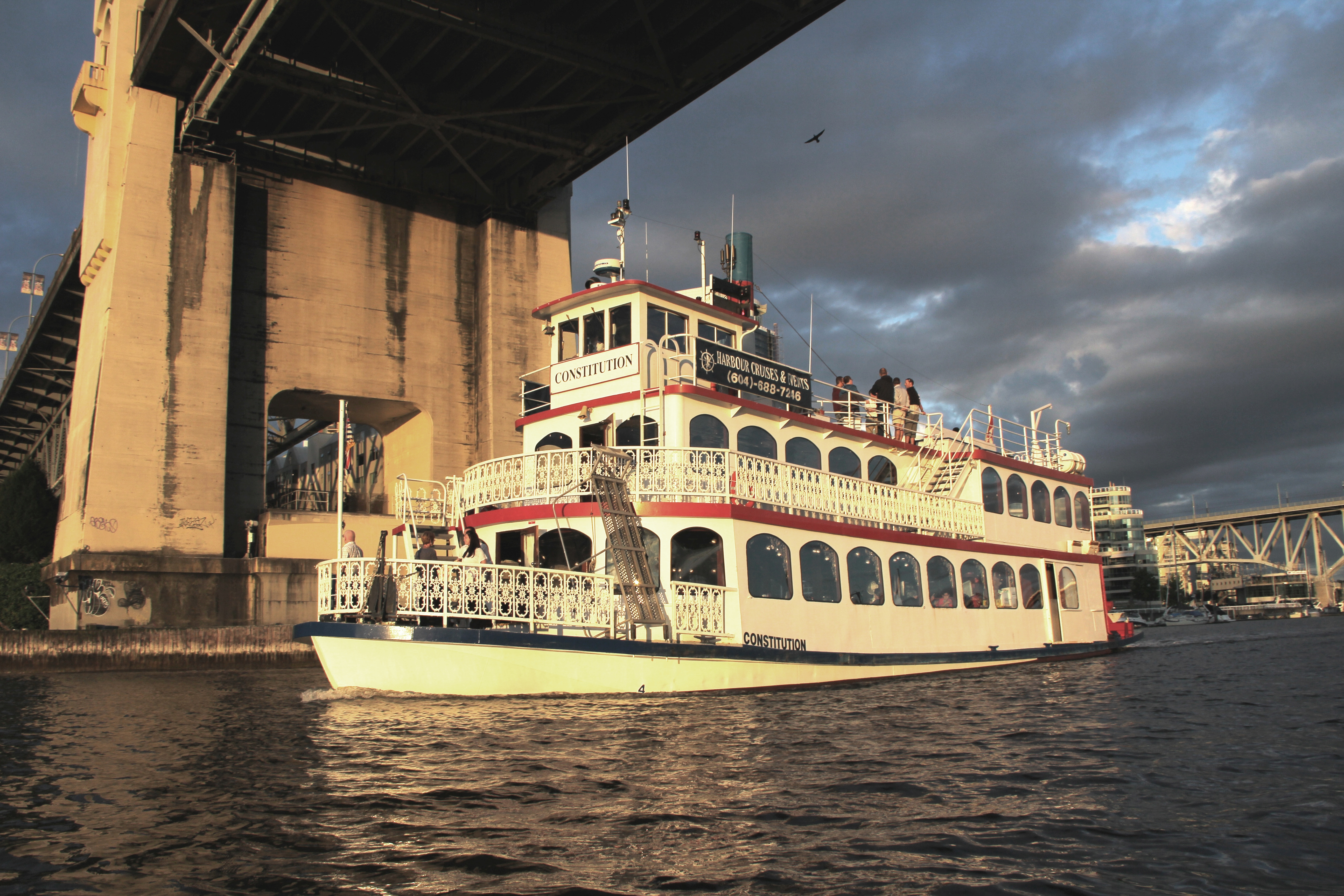
MPV Constitution в Ванкувере, Британская Колумбия, Канада

Несколько колёсных пароходов служат в качестве круизных судов на озёрах, а другие, такие как Delta Queen, все ещё работают на реке Миссисипи. В Орегоне для туристических целей на реках Колумбия и Уилламетт эксплуатируются несколько паровых колёсных пароходов, построенных в 1980-х и более поздних годах.
USS Wolverine, построенный в 1912 году под названием PS Seeandbee, был самым большим колёсным пассажирским пароходом, когда-либо построенным, с вместимостью 6000 пассажиров; во время Второй мировой войны он был преобразован в учебный авианосец. PS Washington Irving, также построенный в 1912 году и вмещающий 6000 пассажиров, работал на реке Гудзон с 1913 года до тех пор, пока в 1926 году не затонул в результате аварии. Одним из последних колёсных пароходов, построенных в США, был земснаряд William M. Black, построенный в 1934 году и ставший теперь национальным историческим памятником.
Belle of Louisville — старейший действующий пароход в стиле реки Миссисипи, который в 1989 году был назван Национальным историческим памятником. Ранее называвшаяся Idlewild и Avalon, Belle of Louisville базируется в центре Луисвилля, штат Кентукки.
В Музее Шелбурна в Вермонте есть колёсный пароход Ticonderoga, сохранившийся паром на озере Шамплейн, который был доставлен в музей по суше после выхода на пенсию в 1969 году и теперь открыт для экскурсий.
Паромная система в Торонто, Онтарио, Канада управляет PS Trillium, колёсным пароходом, первоначально построенным в 1910 году и восстановленным для эксплуатации с 1976 года. Это последнее судно с боковым колесом на Великих озёрах. Систершипы Bluebell и Mayflower стали мусорными баржами, а корпус первого теперь превратился в разрушенную стену в гавани Торонто.

### Франция
В озере Анси почти неповрежденный колёсной пароход под названием La France, покоящийся на ровном киле, может быть посещен продвинутыми дайверами (покоится на глубине 42 метра). Она была построена, как и большинство её швейцарских аналогов, компанией Escher-Wyss в 1909 году (как разобранный комплект CKD для перевозки по железной дороге и сборки на местной верфи Пуйя) и проходила регулярным маршрутом вокруг озера Анси. Во время Второй мировой войны корабль стоял на приколе в Анси и использовался в качестве тюрьмы немецкими оккупационными войсками и гестапо. La France совершила свой последний коммерческий рейс в 1965 году, а затем пришла в запустение. Владелец пришвартовал её на некотором расстоянии от берега, чтобы сэкономить причальные сборы, но она дала течь, и затонула в марте 1971 года. Это популярное место среди продвинутых дайверов (для погружения к затонувшему судну требуется уровень 2-ассистированный или 3-автономный CMAS), почти неповрежденная капсула времени из-за пресной и низкотемпературной воды. Некоторые дайверы даже играют (имитируют) в подводный французский бильярд на неповрежденном бильярдном столе в главной гостиной. Но всякая надежда поднять корабль напрасна: при ударе о каменистое дно озера сильно деформировался корпус.

### Швейцария

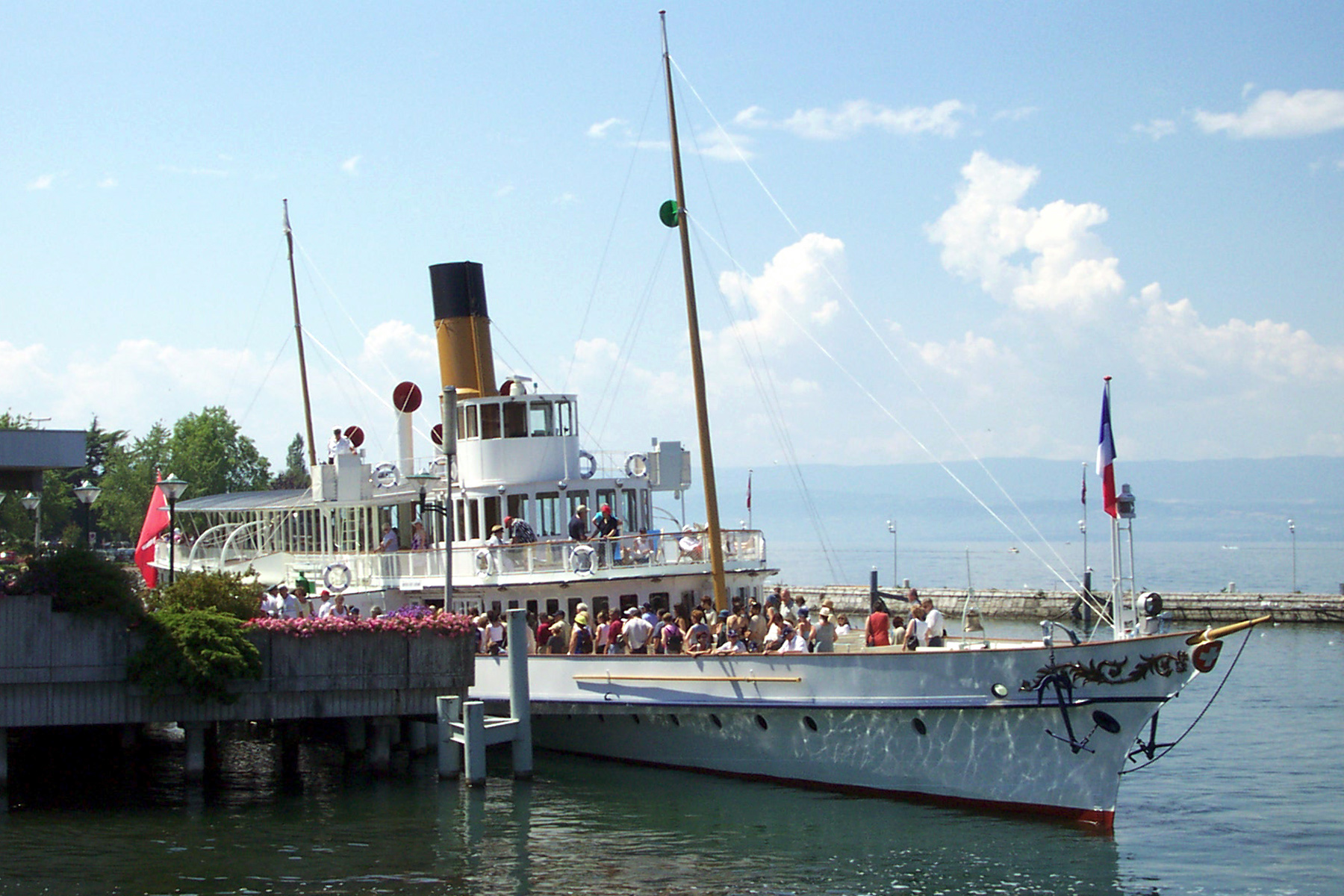
Колёсный пароход CGN Montreux покидает Эвиан-ле-Бен в июле 2002 года

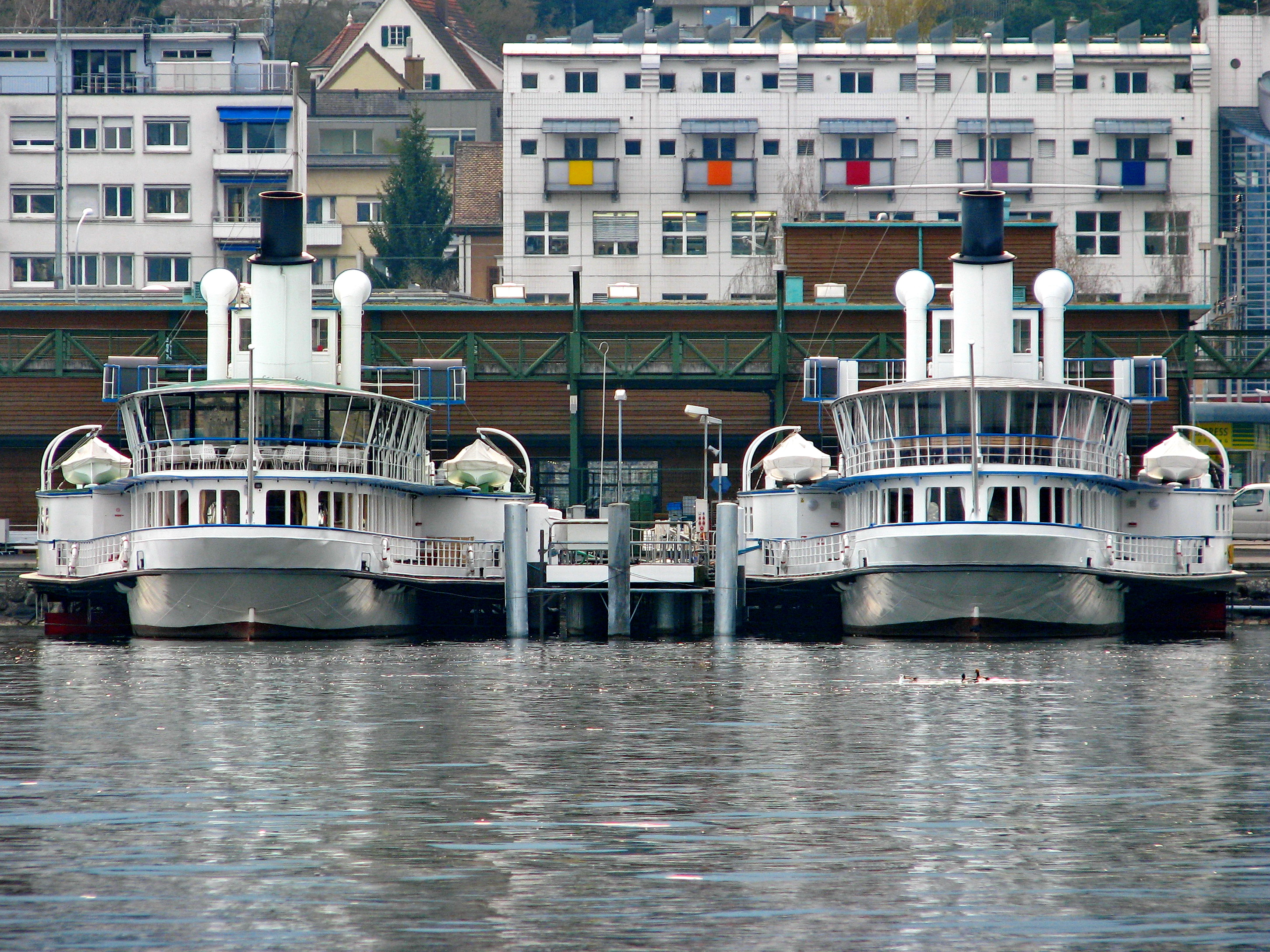
Stadt Zürich (слева) и Stadt Rapperswil в Цюрихе-Воллисхофене

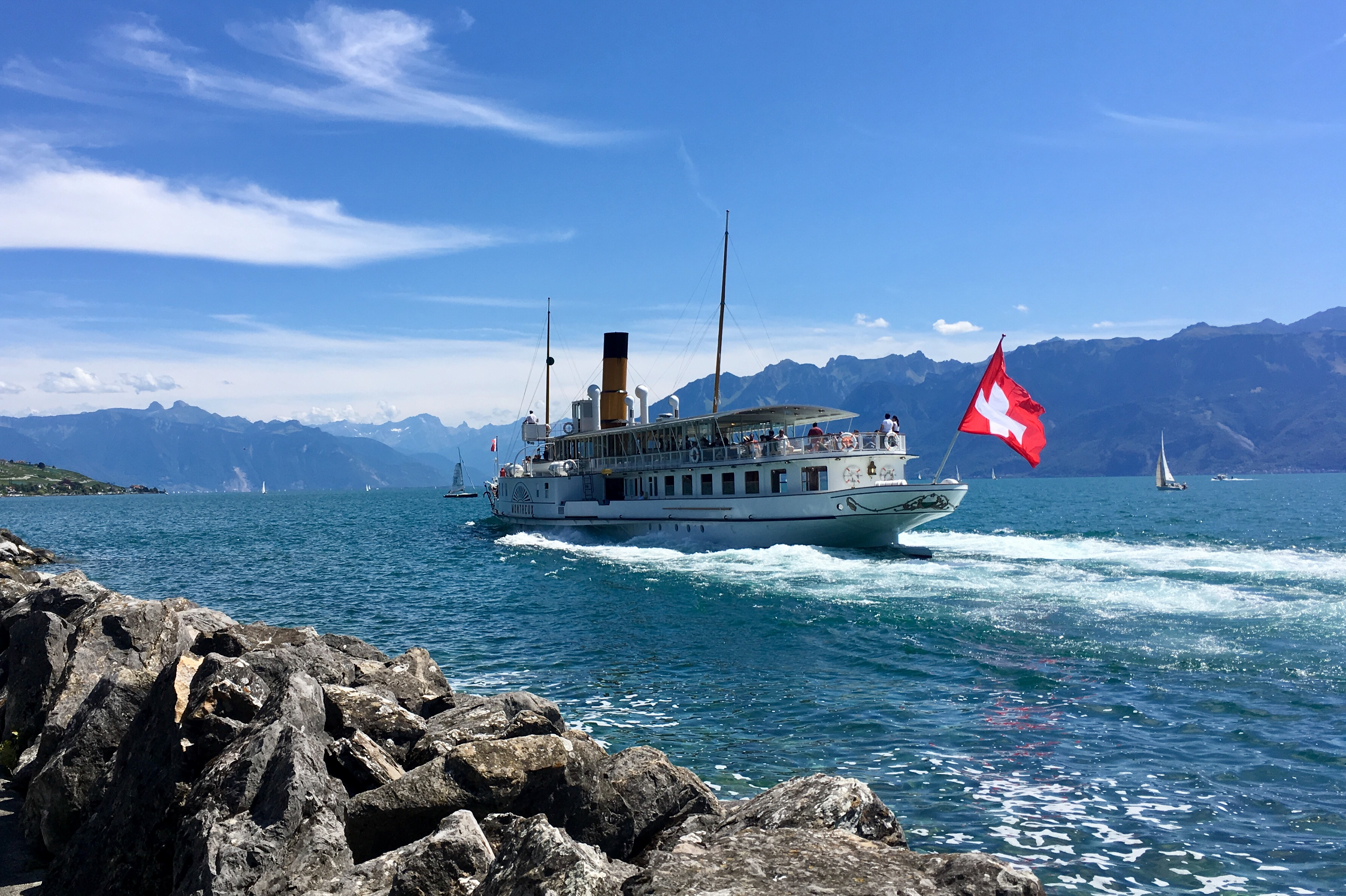
SS Montreux за пределами Лютри, Женевское озеро в августе 2018 года

Швейцария имеет большой флот колёсных пароходов, большая часть которых — салонные пароходы, построенные компанией Sulzer в Винтертуре или Escher-Wyss в Цюрихе. Есть пять действующих и один недействующий на озере Люцерн, два на Цюрихском озере и по одному на озёрах Бриенц, Тун и Боденском озере. Швейцарская компания CGN управляет несколькими колёсными пароходами на Женевском озере. Их парк включает три переоборудованных в дизель-электроэнергию в 1960-х годах и пять паровых судов. Один из них, Montreux, был переоборудован в 2000 году с дизельного двигателя на совершенно новый паровой двигатель. Это первая в мире паровая машина с дистанционным электронным управлением, эксплуатационные расходы которой сопоставимы с эксплуатационными расходами современных дизелей, при этом загрязнение воздуха сокращается на 90 процентов.

#### Действующие суда
Озёра Биль, Мора и Невшатель (соединены каналами):
- Neuchâtel (построен в 1912 году)

Бриенцское озеро:
- Lötschberg (1914)

Женевское озеро:
- Montreux (1904), La Suisse II (1910), Savoie (1914), Simplon (1919), Rhône III (1927)

Фирвальдштетское озеро:
- Stadt Luzern (1928, последний пароход, построенный для Швейцарии), 
Uri (1901, старейший швейцарский колёсной пароход), 
Schiller (1906), 
Gallia (1913), 
Unterwalden (1902)

Тунское озеро:
- Blümlisalp (1906)

Цюрихское озеро:
- Stadt Zürich (1909), Stadt Rapperswil (1914)

Примечание: старейшим действующим швейцарским пароходом является Greif (1895, на Грайфензе) с винтовой силовой установкой.

### Япония

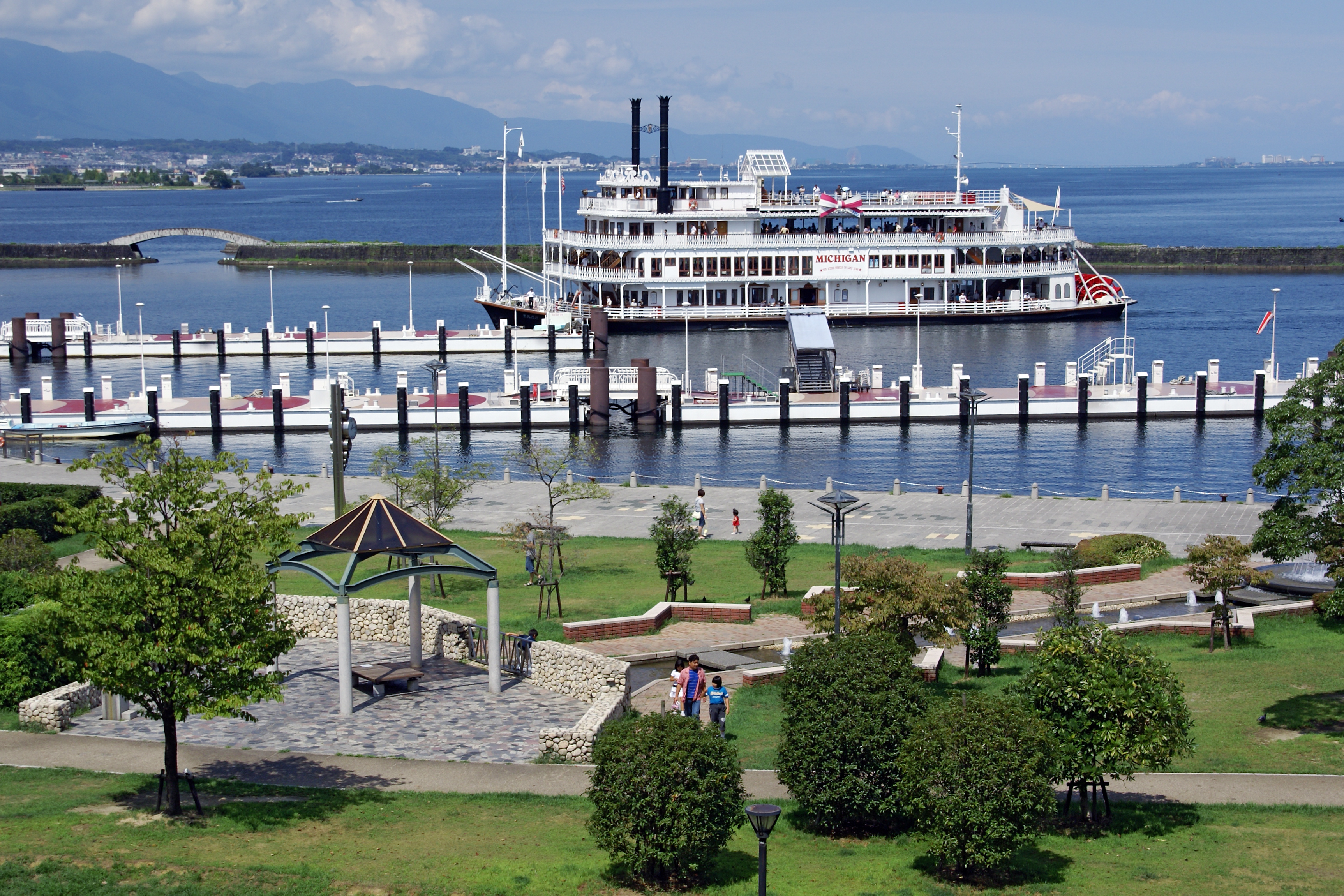
Michigan на озере Бива в 2007

Michigan — это колёсный пароход, построенный в 1982 году для плавания по озеру Бива в префектуре Сига. Название происходит от Мичигана, региона-побратима префектуры Сига.

## Гребные буксиры
Portland — это сохранившийся паровой буксир с кормовым колесом, базирующийся в Портленде, штат Орегон, который занесен в Национальный реестр исторических мест США.
Королевская вспомогательная морская служба Британского адмиралтейства построила новый класс дизель-электрических гребных буксиров «Директор» в 1957 и 1958 годах. Каждое лопастное колесо приводилось в движение отдельным электродвигателем, что обеспечивало исключительную маневренность. Колёсные буксиры смогли легче использовать неотъемлемое преимущество лопастной тяги с боковыми колёсами, имея возможность отсоединять муфты, которые соединяли приводные валы лопастей как одно целое. Это позволяло им поворачивать одно колесо вперед и одно назад, чтобы быстро разворачиваться и маневрировать.

## Галерея

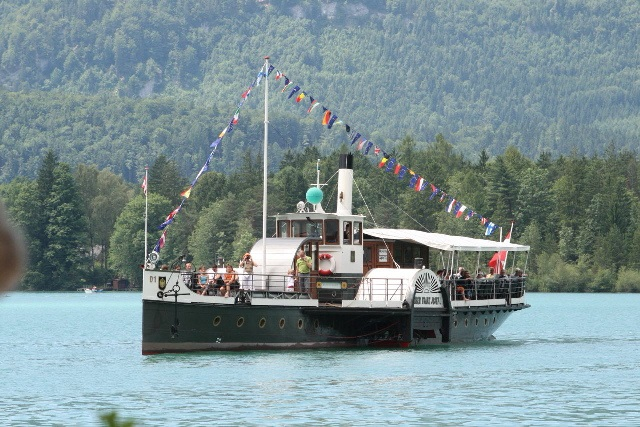
Franz Josef I. на озере Вольфгангзе
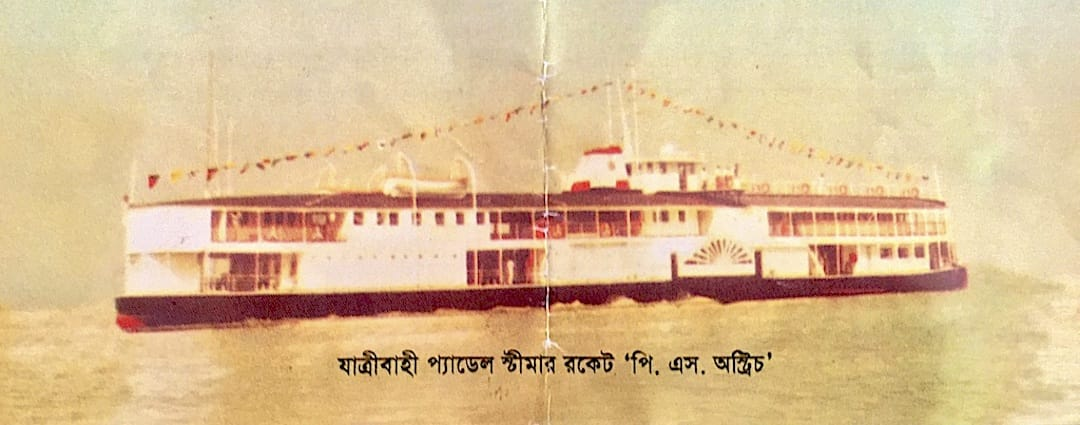
Историческое фото билета PS Ostrich
- Кормовое колесо парохода American Queen в действии
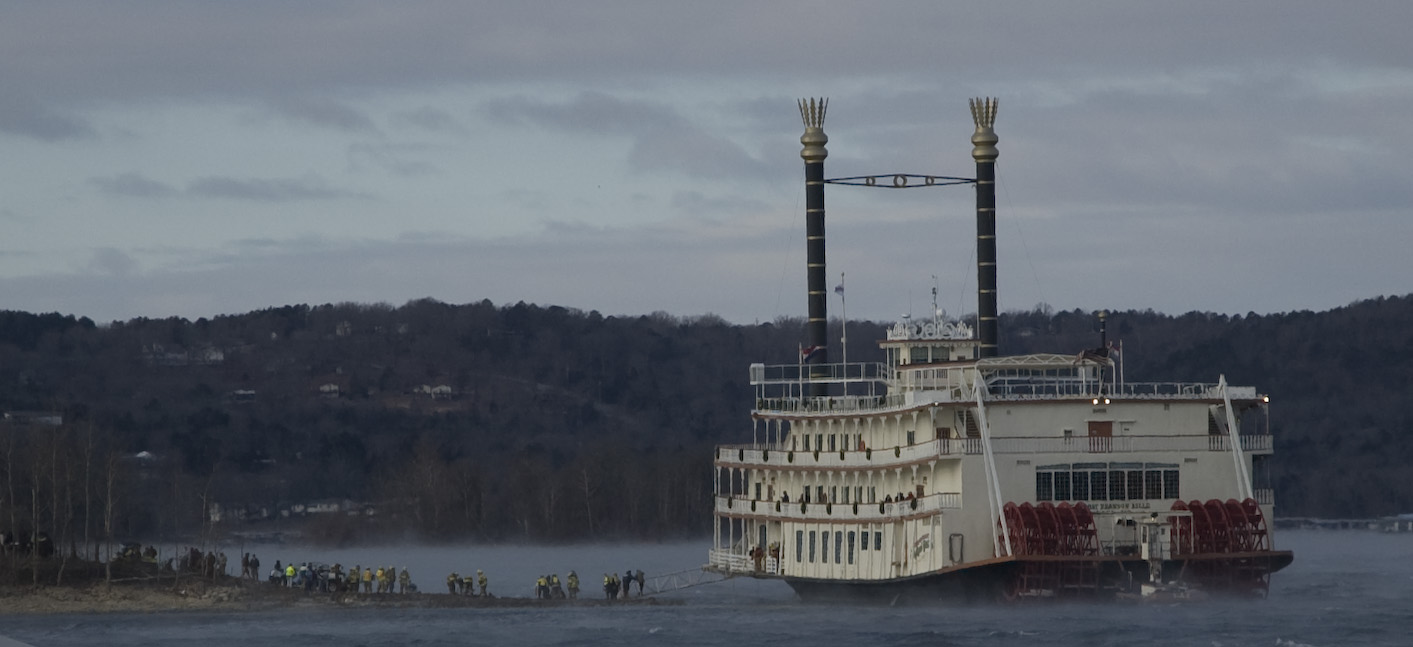
Плавучий театр Branson Belle на озере Тейбл-Рок в Брэнсоне, штат Миссури, представляет собой колёсный пароход с кормовым колесом. На этом изображении он сел на мель.
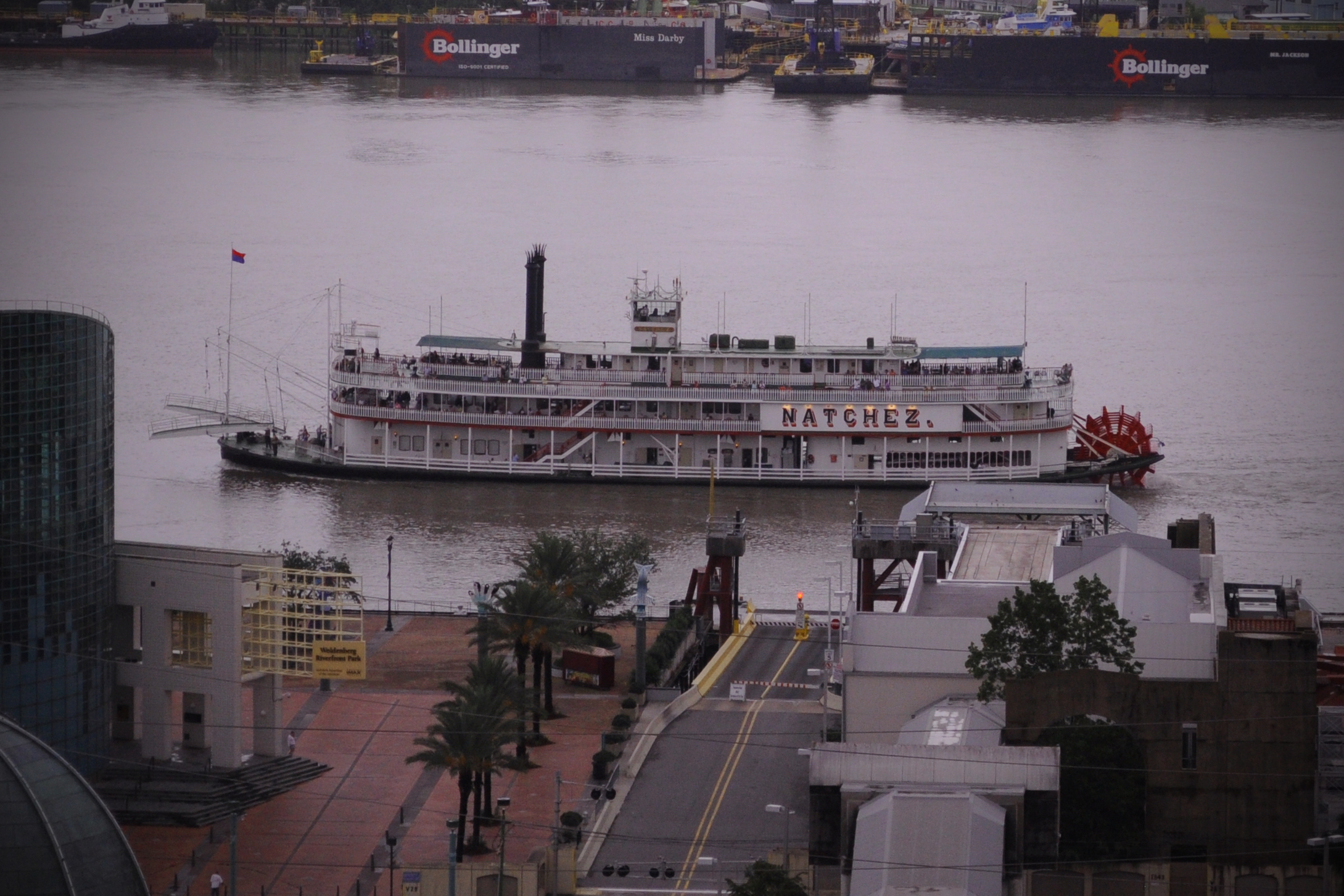
Natchez на Миссисипи
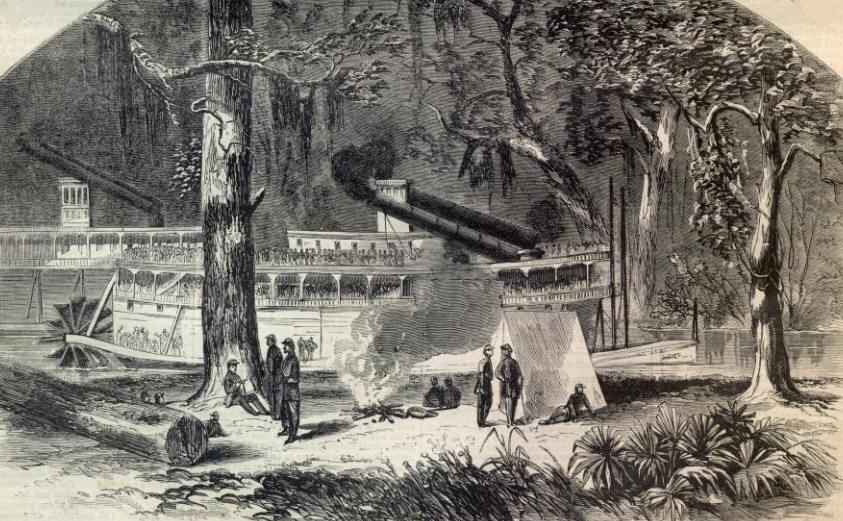
Навигация по байу в Dixie, 1863